# Zodiac – Die Spur des Killers
Zodiac – Die Spur des Killers (Originaltitel: Zodiac) ist ein US-amerikanischer Kriminalfilm des Regisseurs David Fincher aus dem Jahr 2007. Der von Phoenix Pictures produzierte Neo-Noir-Thriller handelt von den Ermittlungen gegen den amerikanischen Zodiac-Killer, der zwischen Dezember 1968 und Oktober 1969 fünf Menschen in der San Francisco Bay Area ermordete und dessen Identität nie festgestellt werden konnte. Das von James Vanderbilt adaptierte Drehbuch basiert auf den Büchern Zodiac (1986) und Zodiac Unmasked (2002) von Robert Graysmith, der im Tatzeitraum beim San Francisco Chronicle arbeitete und dort den von Zodiac ausgehenden Briefverkehr mitverfolgte.
In der Hauptrolle verkörpert Jake Gyllenhaal den vom Serienkiller besessenen Karikaturisten Robert Graysmith; neben ihm sind Mark Ruffalo als führender Ermittler Dave Toschi und Robert Downey Jr. als Journalist Paul Avery zu sehen. Die fünfmonatigen Dreharbeiten erfolgten in Los Angeles und an Originalschauplätzen der Verbrechen. Als einer der ersten Filme setzte Zodiac dabei auf die Nutzung von Digitalkameras. Aufgrund seiner ungewöhnlichen, fast dokumentarischen Erzählweise und der Überlänge galt der Film in Hollywood als Risikoprojekt.
Zodiac kam in der ersten Jahreshälfte 2007 in die internationalen Kinos und wurde auch auf den Internationalen Filmfestspielen von Cannes aufgeführt. Bereits kurz nach der Veröffentlichung avancierte der Film bei zahlreichen Kritikern umgehend zu einem Meisterwerk, auch wenn er keinerlei relevante Auszeichnungen gewinnen konnte. Positiv wurden insbesondere Drehbuch, Regie, Schauspiel und die realistische Darstellung der historischen Ereignisse hervorgehoben, wenngleich häufig die starke Fokussierung auf den von John Carroll Lynch verkörperten Hauptverdächtigen Arthur Leigh Allen kritisiert wurde. Beim Publikum fand der Film zunächst nur wenig Anklang, wobei oft die lange Laufzeit und das offene Ende bemängelt wurden. Mit weltweiten Einnahmen in Höhe von 85 Millionen US-Dollar bei einem Budget von 65 Millionen US-Dollar erwies sich Zodiac dabei an den Kinokassen als nur wenig profitabel.
Erst durch eine erfolgreiche Heimkinoauswertung erreichte Zodiac schließlich auch in der allgemeinen Öffentlichkeit den Status eines Filmklassikers. In der Nachbetrachtung wird Finchers Zodiac gemeinhin zu den besten Filmen der 2000er Jahre gezählt. So belegte er in einer 2016 unter Filmkritikern durchgeführten Umfrage der BBC zu den 100 bedeutendsten Filmen des 21. Jahrhunderts den zwölften Platz.

## Handlung
Am amerikanischen Unabhängigkeitstag 1969 werden im kalifornischen Vallejo die Teenager Darlene Ferrin und Mike Mageau von einem unbekannten Angreifer mit mehreren Schüssen verwundet. Während Darlene ihren Verletzungen im Krankenhaus erliegt, überlebt Mike den Angriff, taucht aber zeitig unter. Der Täter selbst meldet sich telefonisch bei der Polizei, bekennt sich auch zu einem Doppelmord aus dem Vorjahr und kündigt weitere Taten an. Im Folgemonat gehen beim San Francisco Chronicle, dem SF Examiner und dem Vallejo Times Herald anonyme Briefe des Serienmörders ein, in denen er die Veröffentlichung von verschlüsselten Nachrichten fordert. Die Geheimtexte enthalten zwar keinen Hinweis auf die Identität des sich selbst nur „Zodiac“ nennenden Täters, verweisen aber auf Das grausamste Spiel.

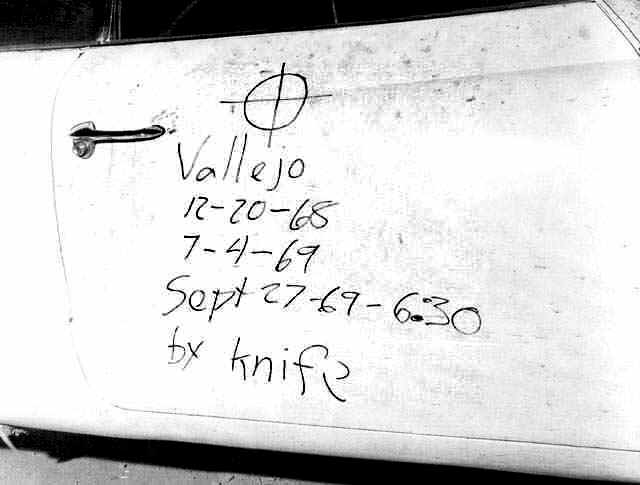
Die von Zodiac mit der Tatzeit beschriftete Autotür von Bryan Hartnell

Im Herbst 1969 kommt es zu weiteren Morden des Zodiac-Killers. Am Lake Berryessa im Napa County tötet er Cecilia Shepard, während ihr Freund Bryan Hartnell mit schweren Stichwunden überleben kann, ehe Zodiac in San Francisco den Taxifahrer Paul Stine erschießt. Durch seine Ankündigung, zukünftig wahllos Schulkinder töten zu wollen, herrscht eine öffentliche Angst in ganz Kalifornien; es werden Ausgangssperren verhängt und zahlreiche Hinweise der Polizei gemeldet. Beim San Francisco Police Department haben sich unterdessen die Mordkomissare Dave Toschi und Bill Armstrong des Zodiac-Falls angenommen. Ihre Ermittlungen erweisen sich zu Beginn jedoch als schwierig, da es Probleme bei der Kommunikation mit den zuständigen Behörden gibt.
Ende Oktober 1969 möchte Zodiac in der Morgensendung von Jim Dunbar anrufen und mit dem Rechtsanwalt Melvin Belli sprechen. Die Rückverfolgung des Anrufes misslingt, doch der Überlebende Bryan Hartnell identifiziert die Stimme nicht als jene seines Angreifers. Auch Zodiac gibt in seinem nächsten Brief an, nicht der Anrufer gewesen zu sein und sich ab sofort nicht mehr zu seinen Verbrechen bekennen zu wollen. So erwähnt er die versuchte Entführung von Kathleen Johns Anfang 1970 nahe Modesto erst Monate später in einem seiner Briefe, während seine Interaktionen mit der Polizei zunehmend von einem spielerischen Charakter geprägt sind. Da Zodiac in seinen Nachrichten gleichzeitig keine neuen Insider-Informationen mehr preisgibt, kommt in den Medien der Verdacht auf, dass sich der unbekannte Täter auch nur mit fremden Verbrechen schmücken könnte. Der San Francisco Chronicle druckt daher keine weiteren Zodiac-Briefe.
Stattdessen legt sich der Chronicle-Journalist Paul Avery öffentlich mit Zodiac an und erhält in der Folge Morddrohungen des Serienkillers. Die neue Öffentlichkeit nutzt er dazu, einem an ihn adressierten anonymen Hinweis nachzugehen, laut denen das erste Opfer von Zodiac die 1966 ermordete Studentin Cheri Jo Bates in Riverside gewesen sein soll. Auch Toschi stellt Nachforschungen zu dem Fall an, verfolgt aber eine ganz andere heiße Spur: der Zeuge Donald Cheney hat sich bei den Behörden gemeldet und von seinem ehemaligen Bekannten Arthur Leigh Allen berichtet. Allen ist wegen Kindesmisshandlung vorbestraft, war regelmäßig am Lake Berryessa und soll gegenüber Cheney bereits Anfang 1969 davon gesprochen haben, unter dem Namen „Zodiac“ Morde begehen zu wollen. Bei einer Vernehmung von Allen findet Toschi neue Indizienbeweise – darunter eine Zodiac-Uhr und Allens Liebe für Das grausamste Spiel – doch bei einer anschließenden Hausdurchsuchung werden keine hinreichenden Beweisstücke gefunden. Auch der mit den Zodiac-Briefen vertraute Handschrift-Experte Sherwood Morrill entlastet den beidhändigen Allen, weshalb er von offizieller Seite als Verdächtiger ausgeschlossen wird.
Nachdem 1971 mit Dirty Harry eine Verfilmung des ungelösten Falls entstanden ist, ist Zodiac Ende der 1970er Jahre in der Öffentlichkeit kaum noch präsent. Toschis Partner Armstrong gibt den Fall ab, um mit seiner Familie mehr Zeit verbringen zu können, während Paul Avery dem Alkohol verfallen ist und mittlerweile für den zweitklassigen Sacramento Bee arbeitet. Einzig der ehemalige Chronicle-Karikaturist Robert Graysmith, der bereits zur Zeit der Zodiac-Morde mit eigenen Nachforschungen begann, interessiert sich noch für den ungelösten Kriminalfall und möchte alle verfügbaren Informationen in einem Buch zusammentragen. Es kommt zu einer inoffiziellen Zusammenarbeit mit Toschi, der Graysmith an die zuständigen Behörden in Vallejo und Napa verweist, wo der Karikaturist in den Archiven recherchieren kann. Seine zunehmende Besessenheit für den Fall hat jedoch zur Folge, dass sich seine Frau Melanie von ihm trennt.

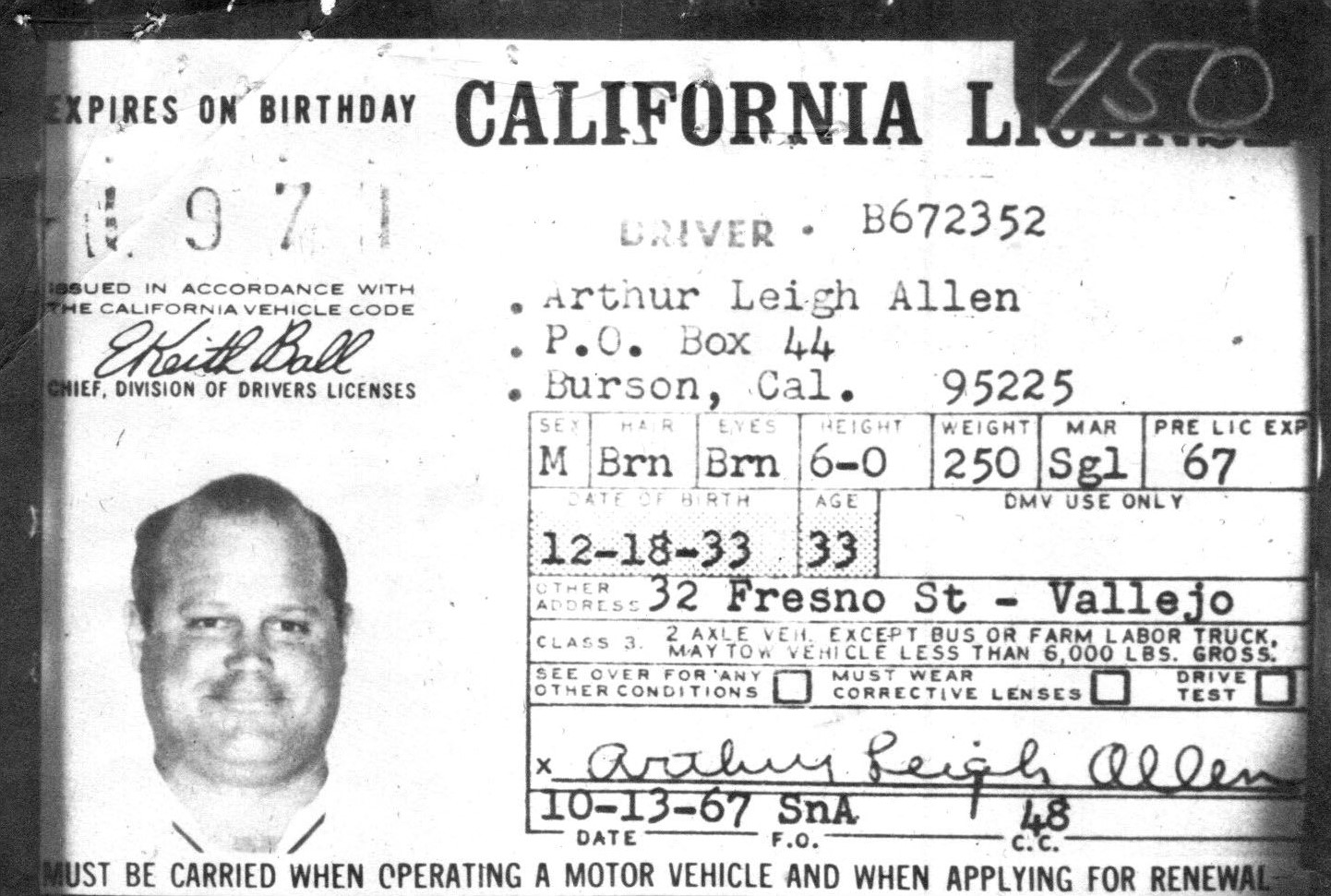
Arthur Leigh Allens Führerschein samt angegebenem Geburtsdatum

Graysmith erhält nicht nur anonyme Drohanrufe, in denen ein Unbekannter laut in den Hörer atmet, sondern bekommt telefonisch auch den Hinweis, dass es sich bei Zodiac um den ehemaligen Filmvorführer Rick Marshall handelt. Graysmith kann über gezeichnete Filmplakate eine Handschriftenprobe von Marshall organisieren, die von Morrill als fast identisch mit der von Zodiac identifiziert wird, woraufhin sich der Karikaturist mit Marshalls Bekannten Bob Vaughn in Verbindung setzt. Bei dem Treffen stellt sich jedoch heraus, dass Vaughn selbst die Filmplakate gezeichnet hat, woraufhin Graysmith fluchtartig die Szenerie verlässt und später schlussfolgert, dass es mehrere Täter geben muss. Aus den Vallejo-Akten schließt er, dass der Mörder das Opfer Darlene Ferrin gekannt haben muss, ehe er über ihre Schwester Linda erfährt, dass es in Darlenes Umfeld einen „Leigh“ gab. Auch ein kurz vor Weihnachten 1969 an Melvin Belli adressierter Anruf, in dem Zodiac davon sprach, Geburtstag zu haben, spricht für den am 18. Dezember geborenen Allen als Täter.
Die Ergebnisse seiner Nachforschung präsentiert Graysmith im Jahr 1978 Toschi, der zuvor aus der Mordkommission entlassen wurde, da man ihn selbst verdächtigte, ein Zodiac-Schreiben verfasst zu haben. Beide erkennen, dass es zeitliche Übereinstimmungen zwischen den Briefen und einer Haftstrafe von Arthur Leigh Allen gab, es aber weiterhin an hinreichenden Beweisen für eine Verurteilung fehle. Graysmith ist trotzdem von Allens Schuld überzeugt und sucht den Verdächtigen Ende 1983 bei dessen neuer Arbeitsstelle auf, schaut ihm tief in die Augen und verlässt die Örtlichkeit schließlich wieder. Im Jahr 1986 erscheint sein Buch zum Kriminalfall, ehe 1991 der wieder in die Vereinigten Staaten eingereiste Mike Mageau Allen als Schützen identifiziert. Eine Anklage gegen den mutmaßlichen Täter wurde erwogen, doch Allen starb 1992 noch vor Prozessbeginn. Im Jahr 2002 wurde Allen mithilfe eines DNA-Abgleichs als Zodiac-Mörder ausgeschlossen, ehe der Fall 2004 eingestellt wurde und seitdem als Cold Case gilt.

## Historischer Kontext und literarische Vorlage

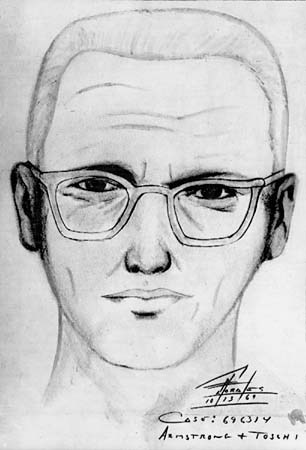
Ein Phantombild des mutmaßlichen Zodiac-Killers

Der Film Zodiac – Die Spur des Killers basiert auf realen Geschehnissen rund um den Serienmörder Zodiac, der zwischen Dezember 1968 und Oktober 1969 nach offiziellen Angaben fünf Menschen in der San Francisco Bay Area tötete. Die Morde gingen mit an Zeitungen und die Polizei adressierten Briefen einher, in denen Zodiac sogar von bis zu 37 Opfern sprach. Das San Francisco Police Department ermittelte in dem Fall gegen über 2.500 Verdächtige, konnte die Identität des Täters allerdings nie final feststellen. Über die Jahre entstand bei Strafverfolgungsbehörden und Hobby-Detektiven daher eine regelrechte Obsession um die ungelöste Mordserie, wodurch Zodiac zu einem der bekanntesten und berüchtigsten Serienkiller der Geschichte aufstieg.
Mit der Veröffentlichung von Büchern, Filmen, Zeitungsartikeln und Fernsehsendungen rund um Zodiac verschwamm die Grenze zwischen offizieller Untersuchung und sensationeller Mythologie zunehmend. Zodiacs Interaktionen mit Zeitungen, seine Fähigkeit, die eigene Wahrnehmung in den Medien zu beeinflussen, und die Tatsache, dass selbst Kryptoanalytiker von US-amerikanischen Geheimdiensten an der Entschlüsselung seiner Codes scheiterten, verschaffte ihm bald einen Kultstatus ähnlich dem Jack the Rippers. Zur neuen Subkultur, eigene Theorien zu veröffentlichen und über Beweise zu debattieren, trug auch die 1986 von Robert Graysmith veröffentlichte Chronik Zodiac – Auf der Spur eines Serienkillers bei. Graysmith war ab Ende der 1960er Jahre als politischer Karikaturist beim San Francisco Chronicle tätig und begleitete so Zodiacs Interaktionen mit der Zeitung von Beginn an.
Graysmith selbst war von Zodiac besessen, interviewte Zeugen, die nicht einmal die Polizei vernommen hatte, und wollte so alle verstreuten Informationen zu Zodiac gebündelt zusammentragen. Durch seine Recherchearbeit zu Zodiac – Auf der Spur eines Serienkillers galt Graysmith als einer der am besten mit dem Fall vertrauten Personen. Das Buch selbst enthielt sowohl Nachkonstruktionen von Zodiacs Kommunikation mit Polizei und Zeitungen, aber auch Graysmiths eigene Spekulation über die Identität des Killers in Form von Arthur Leigh Allen. Diese Versteifung auf einen Verdächtigen, obwohl alle forensischen Details gegen Allen sprachen, brachte dem Werk den Ruf ein, zwar fesselnd zu sein, aber auch wichtige Fakten im Zusammenhang mit dem Fall verschleiert zu haben. Graysmith selbst gab an, dass sein Buch aufgrund der ausführlichen Berichte zum offiziellen Nachschlagewerk der Polizei von Vallejo wurde. Im Jahr 2002 erschien sein Nachfolgewerk Zodiac Unmasked.
Auch Graysmith soll mit über vier Millionen verkauften Buchexemplaren letztendlich dazu beigetragen haben, den Zodiac-Fall noch Jahrzehnte nach den Morden in der Öffentlichkeit zu halten und vor dem Vergessen zu bewahren. Als zu Beginn der 2000er Jahre DNA-Analysen als neue forensische Beweismethode aufkamen, startete das San Francisco Police Department einen weiteren Versuch, die ungeklärten Mordfälle zu lösen. Die Abgleiche entlasteten Arthur Leigh Allen abermals, auch wenn die Aussagekraft der ausgewerteten Proben in Frage gestellt wurde. Zur Analyse von weiteren vorhandenen Beweismaterialien kam es nicht mehr, da sich die verantwortlichen Ermittler überwarfen und der Fall in der Folge im Jahr 2004 offiziell eingestellt wurde. Trotzdem nehmen US-amerikanische Strafverfolgungsbehörden weiterhin Hinweise bezüglich Zodiac entgegen.

## Produktion

### Entstehung und Drehbuchentwicklung
Die Filmrechte zu Zodiac – Auf der Spur eines Serienkillers veräußerte Robert Graysmith erstmals in den frühen 1990er Jahren an den 19-jährigen Drehbuchautor Shane Salerno, der das Buch bereits in seiner Jugend gelesen hatte. Für eine fast siebenstellige Summe ging Salerno im Jahr 1997 eine Kooperation mit den Filmproduzenten John Hughes und Ricardo Mestres ein, um für die Disney-Tochterfirma Touchstone Pictures den True-Crime-Thriller Zodiac zu verwirklichen. Der Drehbuchautor konnte dabei nicht nur auf die Literaturvorlage zurückgreifen, sondern bekam auch das gesamte von Graysmith gesammelte Material zum Fall zur Verfügung gestellt. Eine Umsetzung kam trotz jahrelanger Entwicklung jedoch nicht zustande, sodass die Filmrechte wieder an Graysmith zurückfielen.
So begannen andere Autoren, Drehbücher über Zodiac zu verfassen, darunter auch James Vanderbilt, der Graysmiths Buchvorlage in der High School gelesen hatte und von dem Fall seitdem fasziniert war. Über ein Jahr lang schrieb er an einem ersten Skript und fand mit Phoenix Pictures ein Produktionsunternehmen, das sich die Rechte an der Buchvorlage sicherte. Bei der Drehbuchentwicklung bestand Vanderbilt auf das offene Ende der ungeklärten Identitätsfrage von Zodiac, auch wenn frühere Verfilmungen wie Dirty Harry mit einer vollständigen Auflösung einen zufriedenstellenderen Schluss gehabt hatten. Vanderbilt wollte den Fokus des Films stattdessen realitätsnah auf die persönlichen Folgerungen der handelnden Personen legen und untersuchen, wie sie mit dem Fall abschließen und so mit ihrem Leben fortfahren konnten. Um nach schlechten Erfahrungen im Zuge der Produktion von Basic – Hinter jeder Lüge eine Wahrheit die kreative Kontrolle über das Material zu behalten, war Vanderbilt gemeinsam mit Mike Medavoy und Brad Fischer von Phoenix Pictures auch als Produzent tätig.
Auf der Suche nach einem passenden Regisseur für das Filmprojekt wurden Vanderbilt und Fischer mit David Fincher fündig. Dieser wollte zu Beginn der 2000er Jahre nach seinem Publikumserfolg Panic Room zunächst eine fünfteilige Serienadaption von James Ellroys Roman Die schwarze Dahlie über den ungeklärten Mordfall von Elizabeth Short im Jahr 1947 inszenieren, ehe das Vorhaben gestoppt wurde. Stattdessen nahm Fincher das Angebot an, die ähnlich gelagerte Neo-Noir-Polizeigeschichte Zodiac zu verfilmen, da er auch selbst eine persönliche Verbindung zum Fall hatte. So wuchs der Regisseur in den späten 1960er Jahren im Marin County auf, wo er als Kind die Zodiac-Morde aus unmittelbarer Nähe miterlebte. Aufgrund der Drohungen des Serienkillers musste sein Schulbus zeitweise von Polizeistreifen begleitet werden, weshalb Zodiac von Fincher als „ultimativer Boogeyman“ wahrgenommen wurde.
Da es für Fincher eine Herausforderung war, in Zodiac jemanden postum zu verurteilen, wollte er auf Spekulationen weitestgehend verzichten, sondern nur Informationen aus der Buchvorlage nutzen, die auch in polizeilichen Akten festgehalten wurden. So durchforstete er gemeinsam mit Vanderbilt zahlreiche Dokumente und sprach mit Zeugen, Ermittlern sowie Überlebenden, wobei laut Graysmith Beweise gefunden wurden, die selbst die Polizei übersehen hatte. Der Film sollte allerdings keine reine Faktenaufzählung wie im Gerichtsfernsehen oder ein „Serienkiller-Porno“ aus der Sicht von Zodiac werden, sondern emotional sein. Die Morde wurden so als plötzliche, einschneidende Erlebnisse aus Sicht der Opfer dargestellt, wodurch der Film einen natürlichen Horroraspekt bekommen sollte. Die Hintergrundgeschichte der handelnden Figuren ließ Fincher dabei bewusst aus, da er nur ihre Verbindung mit dem Fall als relevant erachtete. Da der Regisseur überdies die Befürchtung hatte, das Publikum könnte durch die Dialoglastigkeit schnell seine Aufmerksamkeit verlieren und abgelenkt sein, verzichtete er auf einige historische Details und die Nutzung eines unzuverlässigen Erzählers wie in Fight Club. Fincher bezeichnete Zodiac daher als „schlichtesten Film“, den er je inszeniert habe.

### Besetzung und Synchronisation
Bei der Besetzung der Hauptrollen von Robert Graysmith und Dave Toschi tat sich Fincher aufgrund seines Perfektionismus schwer, passende Schauspieler zu finden. Die Entscheidung für Jake Gyllenhaal und Mark Ruffalo traf er letztendlich auf Empfehlung von Jennifer Aniston, die zu diesem Zeitpunkt mit dem Fight-Club-Hauptdarsteller Brad Pitt verheiratet war und bereits zuvor mit Gyllenhaal und Ruffalo zusammengearbeitet hatte. Ruffalo war mit dem Zodiac-Fall vertraut und mochte die Darstellung seiner Figur im Film zunächst nicht, weshalb ihm Fincher zusicherte, das Drehbuch zu überarbeiten und seine Rolle auszubauen. Gyllenhaal, der Fincher letztendlich mit seiner Darbietung in Donnie Darko überzeugen konnte, traf sich unterdessen in Vorbereitung auf die Dreharbeiten mit dem echten Robert Graysmith. Die Gespräche nahm er dabei auf Video auf, um die Verhaltensweisen des Autors studieren und seine Figur anhand dessen interpretieren zu können, statt sie nur zu imitieren.
Für die Rolle des Verdächtigen Arthur Leigh Allen wurde John Carroll Lynch verpflichtet, da Fincher auch hier keinen Darsteller wollte, der den realen Allen nur imitiert, sondern seine eigene Version der Figur erschafft. Um die wahre Identität des Zodiac-Killers visuell mysteriös und unklar zu halten, wechselten sich die drei Darsteller Richmond Arquette, Bob Stephenson und John Lacy in verschiedenen Szenen ab, jeweils basierend auf den unterschiedlichen Beschreibungen der Augenzeugen vor Ort.
Eine weitere zentrale Figur, der Ermittler Bill Armstrong vom San Francisco Police Department, stellte für Fincher das Gleichgewicht des Films dar, weshalb er einen möglichst anständigen Darsteller besetzen wollte. Die Wahl fiel auf Anthony Edwards, der die Rolle minimalistisch einfühlsam verkörpern sollte. Der Rechtsanwalt Melvin Belli wurde ursprünglich von Gary Oldman gespielt, nach ersten Testaufnahmen aber durch Brian Cox ersetzt. Ähnliches geschah mit der Figur Linda del Buono, die erst bei Nachdrehs von Clea DuVall verkörpert wurde.
Die deutschsprachige Synchronisation entstand nach einem Dialogbuch und unter der Dialogregie von Andreas Pollak bei Interopa Film.
| Rolle                                    | Darsteller                               | Synchronsprecher                         |
| Mitarbeiter des San Francisco Chronicles | Mitarbeiter des San Francisco Chronicles | Mitarbeiter des San Francisco Chronicles |
| ---------------------------------------- | ---------------------------------------- | ---------------------------------------- |
| Robert Graysmith, Karikaturist           | Jake Gyllenhaal                          | Marius Clarén                            |
| Paul Avery, Journalist                   | Robert Downey Jr.                        | Charles Rettinghaus                      |
| Charles Thieriot, Herausgeber            | John Terry                               | Kaspar Eichel                            |
| Templeton Peck, Redakteur                | John Getz                                | Ernst Meincke                            |
| Al Hyman, Redakteur                      | Ed Setrakian                             | Roland Hemmo                             |
| Duffy Jennings, Journalist               | Adam Goldberg                            | David Nathan                             |
| Shorty, Kaffeeverkäufer                  | James Carraway                           | Hasso Zorn                               |
| Carol Fisher, Sekretärin                 | Candy Clark                              |                                          |
| Ermittler der Strafverfolgungsbehörden   |                                          |                                          |
| Inspector Dave Toschi, SFPD              | Mark Ruffalo                             | Norman Matt                              |
| Inspector Bill Armstrong, SFPD           | Anthony Edwards                          | Oliver Siebeck                           |
| Captain Marty Lee, SFPD                  | Dermot Mulroney                          | Erich Räuker                             |
| Sergeant Jack Mulanax, Vallejo           | Elias Koteas                             | Bernd Vollbrecht                         |
| Officer George Bawart, Vallejo           | James LeGros                             | Detlef Bierstedt                         |
| Captain Ken Narlow, Napa                 | Donal Logue                              | Michael Iwannek                          |
| Captain Cross, Riverside                 | John Mahon                               | Friedrich G. Beckhaus                    |
| Mel Nicolai, Justizministerium           | Zach Grenier                             | Frank-Otto Schenk                        |
| Dagitz, Coroner                          | Jason Wiles                              | Wolfgang Wagner                          |
| Andere                                   |                                          |                                          |
| Melvin Belli, Rechtsanwalt               | Brian Cox                                | Klaus Sonnenschein                       |
| Sherwood Morrill, Handschrift-Analyst    | Philip Baker Hall                        | Hans Teuscher                            |
| Jim Dunbar, Fernsehmoderator             | Tom Verica                               | Reinhard Kuhnert                         |
| Zodiac-Verdächtige                       |                                          |                                          |
| Arthur Leigh Allen                       | John Carroll Lynch                       | Lutz Schnell                             |
| Bob Vaughn                               | Charles Fleischer                        | Bodo Wolf                                |
| Zodiac 1                                 | Richmond Arquette                        | Hans-Jürgen Wolf                         |
| Zodiac 2                                 | Richmond Arquette                        | Thomas Nero Wolff                        |
| Zodiac 3                                 | Bob Stephenson                           | Axel Lutter                              |
| Zodiac 4                                 | John Lacy                                | –                                        |
| Zodiac-Opfer                             |                                          |                                          |
| Mike Mageau                              | Jimmi Simpson (alt)                      | Markus Pfeiffer                          |
| Mike Mageau                              | Lee Norris (jung)                        | Julius Jellinek                          |
| Darlene Ferrin                           | Ciara Moriarty                           | Marie Bierstedt                          |
| Kathleen Johns                           | Ione Skye                                | Gundi Eberhard                           |
| Cecilia Shepard                          | Pell James                               | Susanne Geier                            |
| Bryan Hartnell                           | Patrick Scott Lewis                      | Dennis Schmidt-Foß                       |
| Paul Stine                               | Charles Schneider                        | –                                        |
| Verwandte und Bekannte                   |                                          |                                          |
| Melanie Graysmith                        | Chloë Sevigny                            | Berenice Weichert                        |
| Carol Toschi                             | June Diane Raphael                       | Katrin Zimmermann                        |
| Linda del Buono                          | Clea DuVall                              | Vera Teltz                               |
| Donald Cheney                            | John Hemphill                            | Peter Flechtner                          |
| Sandy Panzarella                         | Paul Schulze                             | Rainer Doering                           |
| John Allen                               | Matt Winston                             | Olaf Reichmann                           |
| Catherine Allen                          | Jules Bruff                              |                                          |

### Dreharbeiten, Ausstattung und Effekte
Die Dreharbeiten erfolgten von September 2005 bis Februar 2006 in Los Angeles und an Originalschauplätzen in der San Francisco Bay Area. Als Kameramann fungierte Harris Savides, der mit Regisseur David Fincher zuvor bereits bei den Filmen Sieben und The Game zusammengearbeitet hatte. Beide verfolgten den Ansatz einer möglichst banalen Kameraführung, um das Gezeigte als Realität und den Film dokumentarisch wirken zu lassen. Als eine der ersten Filmproduktionen setzte Zodiac dabei fast ausschließlich auf Digitalkameras der Firma Thomson, die Fincher bereits zuvor bei seiner Arbeit an Werbespots genutzt hatte. Nur für einige ausgewählte Slow-Motion-Szenen wie die Eröffnungssequenz wurde auf 35-mm-Film gedreht, auch wenn Zodiac in der Postproduktion auf ebendiesen Look getrimmt wurde. Fincher begründete diese Entscheidung aus einem praktischen Ansatz heraus, da er das gedrehte Material sofort sichten und nicht erst auf eine spätere Entwicklung warten wollte. Ähnlich wie bei Finchers Vorgängerfilmen setzte er auch bei Zodiac darauf, einzelne Einstellungen bis zu 90 Mal wiederholen zu lassen, was laut Darsteller Robert Downey Jr. auf Finchers Perfektionismus zurückzuführen war. Sein Co-Darsteller Jake Gyllenhaal beklagte sich hingegen über fehlende kreative Freiheiten als Schauspieler. Obwohl die Filmaufnahmen mit 115 Drehtagen länger als übliche Hollywoodproduktionen dauerten, blieb Fincher im Budgetrahmen von rund 75 Millionen US-Dollar.

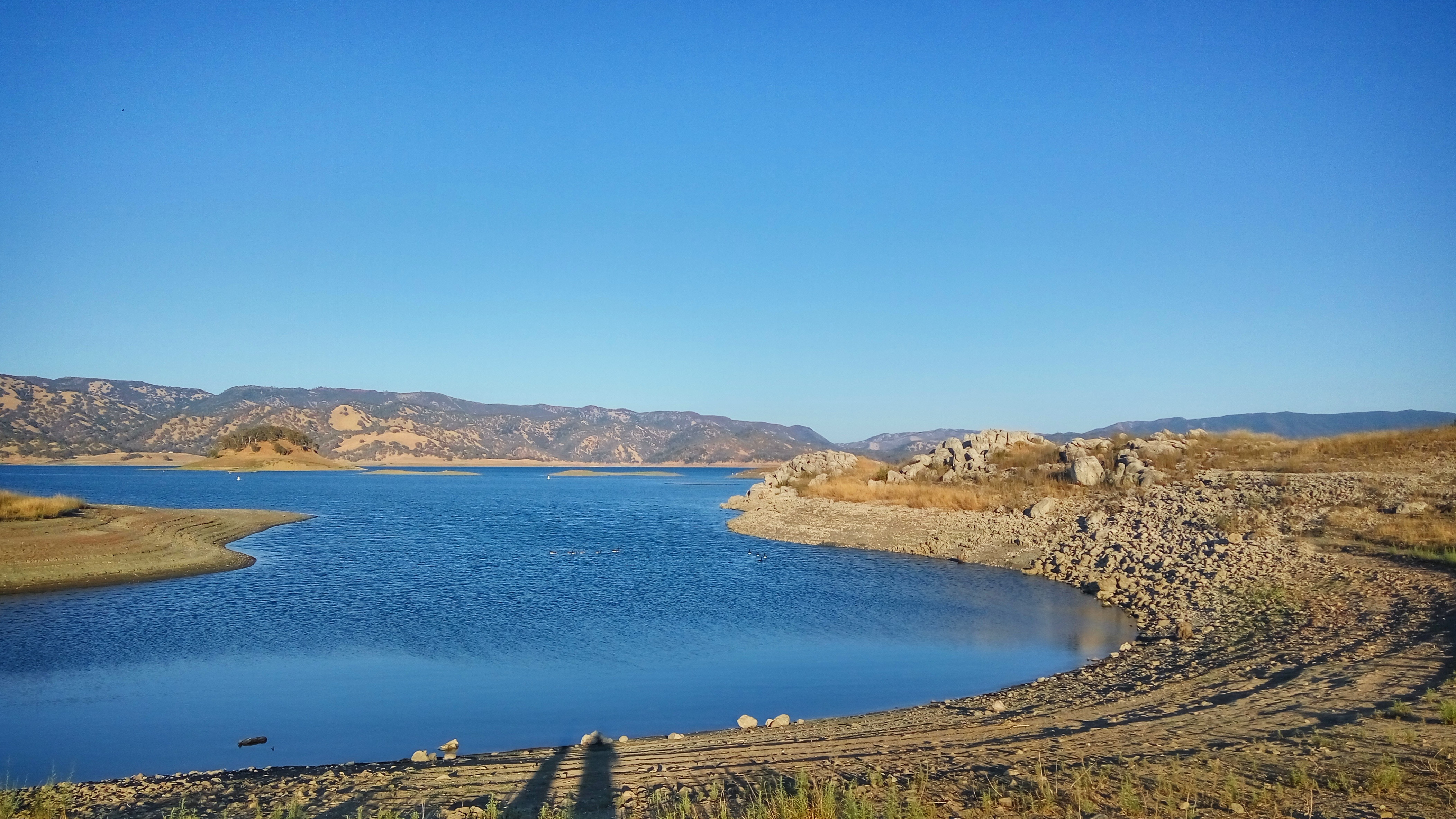
Der kalifornische Lake Berryessa, Handlungs- und Drehort des Films

Fincher wollte die dargestellten Ereignisse möglichst wahrheitsgetreu inszenieren und setzte sich selbst als Regel, Zodiac nur dann im Film zu zeigen, wenn es auch aktenkundige Zeugen oder Überlebende gab. Das Drehen an Originalschauplätzen gestaltete sich dabei in einigen Fällen als schwierig, da sich die Orte mit der Zeit zum Teil signifikant verändert hatten. So musste der Newsroom des San Francisco Chronicles im Terminal Annex in Los Angeles nachgebaut werden, da das Originalgebäude zum Zeitpunkt der Dreharbeiten anderweitig genutzt wurde. Am Lake Berryessa wurden derweil zwei Eichen per Hubschrauber eingeflogen und im Boden verankert, um das Landschaftsbild aus den späten 1960er Jahren nachzustellen. Der Taximord in San Francisco konnte hingegen nicht vor Ort gedreht werden, da sich nicht nur die Szenerie mit neuen Fassaden und Straßenbemalungen drastisch verändert hatte, sondern auch die Anwohner nicht wollten, dass vor ihren Häusern durch eine Filmproduktion Aufmerksamkeit erregt wird.
Die sechsminütige Sequenz wurde stattdessen auf einer Soundstage in Downey vor Bluescreen gedreht. Um eine tiefe Perspektive in die Weite San Franciscos zu suggerieren, kamen Matte Paintings zum Einsatz. Außerdem übergab Szenenbildner Donald Graham Burt dem VFX-Team von Digital Domain unter der Leitung von Eric Barba historische Kriminalfotos und hochauflösende Bilder vom Tatort, auf deren Basis die Straßenkreuzung digital modelliert wurde. Die über 200 VFX-Shots wurden auch dafür genutzt, einen Zeitraffer des Baufortschritts der Transamerica Pyramid zu erstellen und Graffiti sowie Satellitenschüsseln nachträglich aus Aufnahmen zu entfernen. Außerdem wurde sämtliches Blut in Zodiac auf Wunsch von Fincher erst während der Postproduktion hinzugefügt, um so Szenen schneller wiederholen zu können. Für digitale Establishing Shots und die visuelle Alterung des Stadtbildes war hingegen das VFX-Unternehmen Matte World Digital unter der Leitung von Craig Barron verantwortlich.
Auch der Kostümbildner Casey Storm hatte Zugang zu Polizeifotos und -akten, die er als Referenz für Nachbildungen der Kostüme von Opfern und Zeugen nutze. So basiert etwa die „Henker-Haube“, die Zodiac bei seinem Angriff am Lake Berryessa trägt, auf Schilderungen des Überlebenden Bryan Hartnell. Dieser war ebenso wie Mike Mageau und Dave Toschi in beratender Funktion für den Film tätig. Auch das Vallejo Police Department arbeitete eng mit der Produktion zusammen, da man die Hoffnung hatte, durch den Film neue Zeugen finden und den Fall so abschließen zu können. Buchautor Robert Graysmith selbst besuchte die Dreharbeiten in Südkalifornien mehrmals und stellte der Produktion unter anderem zahlreiche Originalrequisiten zur Verfügung.

### Filmmusik und Soundtrack-Album
Für die musikalische Untermalung von Zodiac wollte Regisseur David Fincher zunächst vollständig auf neu komponierte Filmmusik verzichten und stattdessen auf eine Mischung aus Sounddesign, Vintage-Songs und Originalaufnahmen der Zeit setzen. Auch mit den verantwortlichen Filmstudios war abgesprochen, dass kein Komponist engagiert werden müsse, sondern lediglich die Rechte an älteren Liedern eingekauft werden sollten. Im Zuge der Postproduktion stellte der verantwortliche Sounddesigner Ren Klyce allerdings fest, dass es einige Lücken im Film gab, die komponierte Filmmusik gut vertragen könnten. Klyce besorgte daraufhin CDs mit den von ihm geschätzten Scores zu Der Dialog sowie Die Unbestechlichen und fügte einige Klavierstücke als Platzhalter in den Rohschnitt ein. Als sich auch Fincher von der von David Shire komponierten Musik begeistert zeigte, wurde der US-amerikanische Filmkomponist kurzerhand für Zodiac engagiert.
Shire hatte zunächst den Auftrag, nur etwa 15 bis 20 Minuten an Klavierstücken für den Score zu komponieren, endet aber bei rund 37 Minuten an weitaus umfangreicherer Musik. Die Aufnahmen entstanden mit einem 54-köpfigen, aus vornehmlich Streichern bestehenden Orchester an der San Francisco Opera. Als Inspiration diente Shire dabei unter anderem Charles Ives’ Komposition The Unanswered Question, wobei er zwölf Tonfolgen in Anlehnung an die Tierkreiszeichen (engl. „Zodiacs“) erschuf. Die Auswahl der im Film verwendeten Lieder traf Regisseur David Fincher gemeinsam mit dem Music Supervisor George Drakoulias. Für die Eröffnungssequenz sah Fincher ursprünglich den experimentellen Song All Is Loneliness von Janis Joplins Band Big Brother and the Holding Company vor, ehe dieser gegen das melancholische Lied Easy to Be Hard der Rockband Three Dog Night getauscht wurde. Das aus 14 Musikstücken bestehende Soundtrack-Album wurde am 27. Februar 2007 digital und als CD bei Lakeshore Records veröffentlicht; das Album mit der von Shire komponierten Filmmusik folgte am 13. März bei Varèse Sarabande.

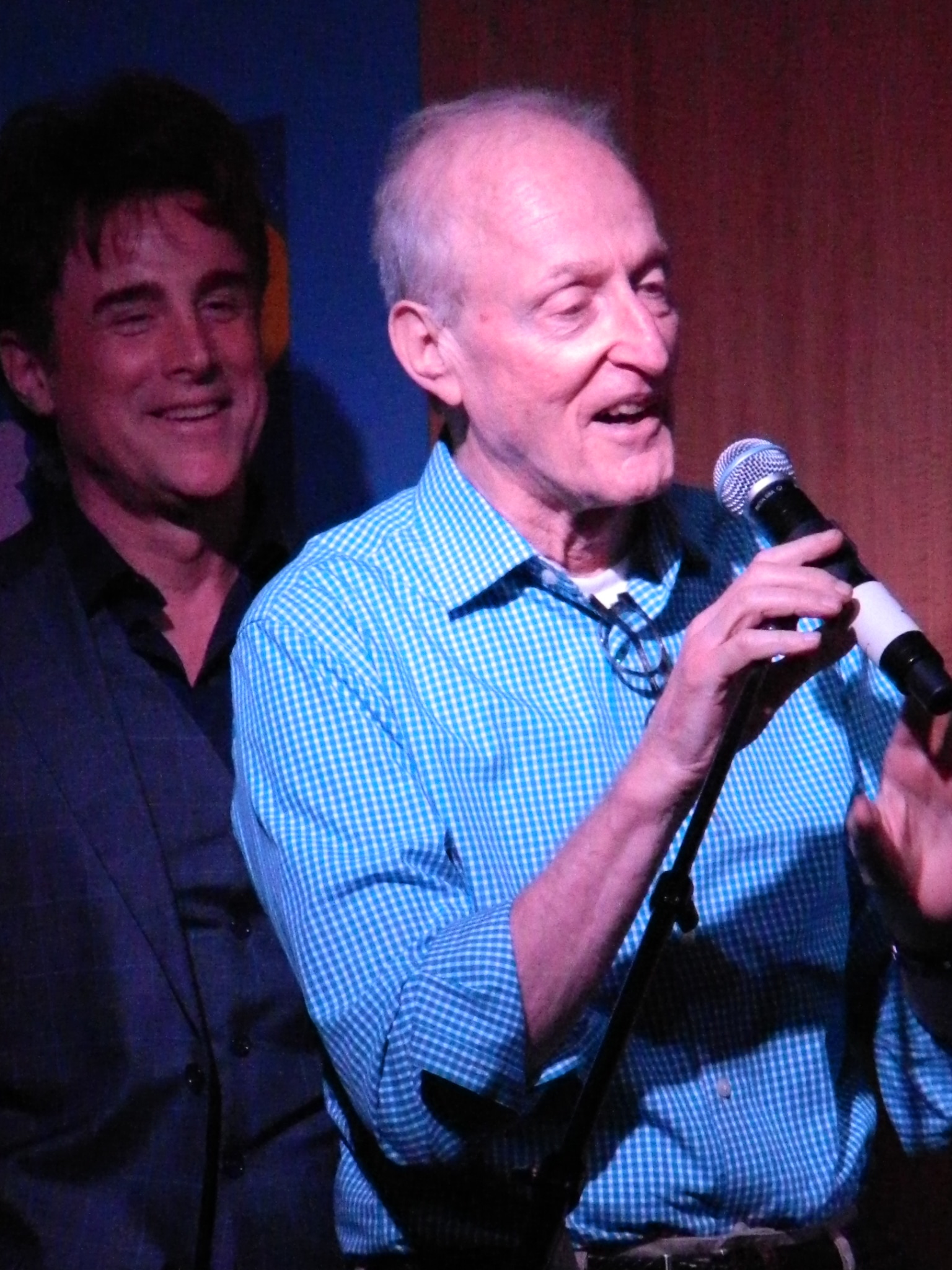
Komponist David Shire (2013)

| Nr.          | Titel                                   | Interpret               | Länge |
| ------------ | --------------------------------------- | ----------------------- | ----- |
| 1.           | Easy to Be Hard                         | Three Dog Night         | 3:15  |
| 2.           | Sky Pilot                               | The Animals             | 7:33  |
| 3.           | Soul Sacrifice                          | Santana                 | 6:37  |
| 4.           | Bernadette                              | The Four Tops           | 3:02  |
| 5.           | (I Never Promised You A) Rose Garden    | Lynn Anderson           | 2:57  |
| 6.           | I Want to Take You Higher               | Sly & the Family Stone  | 5:25  |
| 7.           | Hyperbolicsyllabicsequedalymistic       | Isaac Hayes             | 9:41  |
| 8.           | Inner City Blues (Make Me Wanna Holler) | Marvin Gaye             | 5:29  |
| 9.           | Brother Louie                           | Stories                 | 3:57  |
| 10.          | Hurdy Gurdy Man                         | Donovan                 | 3:20  |
| 11.          | It’s Not For Me to Say                  | Johnny Mathis           | 3:06  |
| 12.          | Mary’s Blues                            | John Coltrane           | 6:47  |
| 13.          | Solar                                   | Miles Davis             | 4:44  |
| 14.          | The Sound of the City                   | The Johnny Mann Singers | 1:14  |
| Gesamtlänge: | Gesamtlänge:                            | Gesamtlänge:            | 67:07 |

## Veröffentlichung und Schnittfassungen
Mit über 200 Drehbuchseiten und letztlich rund 240 Stunden gedrehten digitalen Filmmaterials erwies sich Zodiac in der Studiolandschaft Hollywoods als Risikoprojekt, insbesondere da er keine Action wie andere Filme mit Überlänge enthielt. Für den Vertrieb schlossen sich daher die beiden Major-Studios Warner Bros. und Paramount zusammen, deren Vereinbarung auch umfasste, sich das Produktionsbudget in dreistelliger Millionenhöhe für Finchers Nachfolgewerk Der seltsame Fall des Benjamin Button zu teilen. So mussten Fincher und Filmeditor Angus Wall parallel zu den Dreharbeiten für besagten Fantasyfilm auch am Schnitt zu Zodiac arbeiten. Dieser wurde als einer der ersten Filmproduktionen mit Final Cut Pro editiert.
Auf Druck der Studios wollte Regisseur David Fincher die Laufzeit des Films so gering wie möglich halten und sich nicht zu sehr in Details verlieren, hatte porträtierten Personen aber auch versprochen, ihre Geschichte in Zodiac zu erzählen und sie nicht nur als „Opfer Nr. 1“ zu Handlungszwecken zu nutzen. Nach Monaten des Schneidens und Verdichtens entstand so zunächst eine Schnittfassung mit etwas mehr als drei Stunden Laufzeit, mit der sich Fincher aber selbst nicht zufrieden zeigte. Um weitere Überarbeitungen zu ermöglichen, wurde der ursprünglich für Herbst 2006 angedachte Kinostart ins Folgejahr verschoben. Laut Fincher fielen daraufhin viele Füllerszenen und kleinere Charaktermomente dem Schnitt zum Opfer. Ebenso wurde auf eine mehrminütige Audiomontage verzichtet, in der über schwarzem Hintergrund mit zeittypischen Songs von Joni Mitchell oder Donna Summer der Beginn der 1970er Jahre eingeläutet werden sollte, und stattdessen nur auf einen Zwischentitel mit der Aufschrift „Vier Jahre später“ gesetzt.
Im Vorfeld des zunächst für Januar 2007 angekündigten Starttermins wurde Zodiac als heißer Kandidat für die anstehende Awards-Season gehandelt. Paramount sträubte sich aber weiterhin davor, den zweieinhalbstündigen Director’s Cut in die Kinos zu bringen, und forderte die stärkere Fokussierung auf zwei statt drei Hauptfiguren. Da Fincher dies ablehnte und ihm vertraglich das Recht des Final Cuts zugesichert wurde, zog Paramount den Film unter anderem aus der Oscar-Kampagne zurück. Zodiac kam letztendlich am 2. März 2007 in die US-amerikanischen Kinos – traditionell ein eher wenig besuchter Kinomonat. Am 17. Mai 2007 wurde der Film beim Cannes-Filmfestival vorgeführt, ehe Zodiac am 31. Mai 2007 auch in den deutschen Kinos anlief.
Der reguläre Heimkinostart erfolgte in den Vereinigten Staaten am 24. Juli 2007. Eine erste Aufführung des um wenige Minuten längeren Director’s Cut erfolgte im November 2007 in New York City. Die breite Veröffentlichung dieser Schnittfassung folgte am 8. Januar 2008, wobei das Bonusmaterial der DVD auch die Making-of-Dokumentation This is the Zodiac Speaking umfasste. Branchenunüblich entschied sich Paramount dazu, bei den Verbänden PGA, WGA und SGA den Director’s Cut statt der Kinofassung für die Berücksichtigung bei Filmpreisen einzureichen.

## Filmanalyse

### Genre und Vergleich mit anderen Kriminalfilmen
Zodiac wird gemeinhin dem Krimi-Subgenre des Serienkillerfilms zugeordnet, aufgrund der Thematik oft aber auch als „Zeitungsfilm“ im Stile von Die Unbestechlichen bezeichnet. Innerhalb des Kriminalgenres greift das Werk auf Elemente des Film noir, des Polizeithrillers und des Horrorfilms zurück, wobei insbesondere die Inszenierung der Morde den Konventionen des Horrorkinos folgt und zum Teil Klischees des Slasher-Films bedient. Im Vergleich zu anderen Kriminalfilmen untergräbt Zodiac durch seine Faktentreue die typischen Anforderungen des Genres. So ist die porträtierte Zeitspanne länger, die Handlung detaillierter, die Gesamtform diffuser und die finale Auflösung weniger beruhigend. Durch vergleichsweise klassische Bildkomposition und wenige Schnitte könne Zodiac dabei als Antithese und Kritik am populären Krimifernsehen der späten 1990er und frühen 2000er Jahre verstanden werden. Wo Sackgassen und Ablenkungen sonst nur erzählerische Mittel sind, entstehen sie in Finchers Film organisch.
In Abgrenzung zu anderen Serienkillerfilmen wurde vielerorts festgehalten, dass Zodiac fast alle Erwartungen an das Genre untergräbt und sich massiv von Finchers Vorgängerwerk Sieben unterscheidet. So gibt es „keinen Wettlauf gegen die Zeit, kein Zittern, wann der Unbekannte das nächste Mal zuschlägt“, und kein Porträt des psychopathischen Killers. Zodiac fokussiert sich auch nicht auf einen zentralen Ermittler, sondern auf das ganze Strafverfolgungssystem dahinter. In seiner schwer fassbaren Weitläufigkeit sei der Film so mit Werken wie Fukushū Suru wa Ware ni Ari (1979) oder The Hours of the Day (2003) vergleichbar, in denen nicht die Morde an sich, sondern alltägliche Arbeiten im Fokus der Erzählung stünden. Als „zutiefst pessimistisches, aber überaus menschliches Drama der Desillusionierung“ könne Zodiac so eher als ein Film über die Idee eines Serienkillers an sich verstanden werden.
Frühere Filme über den Serienmörder wie The Zodiac Killer (1971) und Der Zodiac-Killer (2005) fokussieren sich entweder mehr auf den Täter selbst oder enden wie in der Filmadaption Dirty Harry mit seinem fiktiven Tod. Durch Zodiacs zentrale Thematisierung der gesellschaftlichen Auswirkungen der Morde wurde der Film daher stattdessen oftmals mit dem südkoreanischen Thriller Memories of Murder von Bong Joon-ho verglichen. Beide Serienkillerfilme sind von realen Ereignissen inspiriert, befassen sich mit Obsessionen und schildern, wie eine Reihe von Gewaltverbrechen Paranoia und Panik auslösen können. Inhaltlich teilen sich beide Werke nicht nur das offene Ende, sondern auch Ermittler, die ihren eigenen Versionen der Verbrechen nachgehen, anstatt nach der unergründlichen Wahrheit zu suchen. Ebenso würden sowohl Zodiac als auch Memories of Murder meisterlich mit der Perspektive spielen, seien dem Publikum stets einen Schritt voraus und würden die Erzählung gezielt durcheinander bringen. Wo Memories of Murder einen Sinn für Humor besitze, ist Zodiac jedoch eine ernste, träge Angelegenheit.

### Filmaufbau, narrativer Stil und Dramaturgie
Zodiac lässt sich grob in drei Erzählabschnitte untergliedern, wobei der erste Teil die zentralen Zodiac-Morde geradlinig behandelt und Fakten und Rahmendaten einführt. Der größtenteils in Nachrichtenorganisationen und Polizeirevieren spielende zweite Akt etabliert Arthur Leigh Allen als Figur und Verdächtigen, während sich der finale Abschnitt auf die verschlungenen Ermittlungen von Robert Graysmith gegen Allen fokussiert. Die Morde werden dabei zu Beginn vergleichsweise schnell abgehandelt, wodurch Fincher die Erwartungen des Publikums zügig erfüllt. Im Anschluss verlässt er die Genrekonventionen und legt sein eigentliches Interesse wie auch in Sieben, Verblendung oder Mindhunter stattdessen auf jene Menschen, die leidenschaftlich einen erheblichen Teil ihres Berufs- und Privatlebens den Ermittlungen widmeten und opferten. Im Unterschied zur aus der Perspektive von Graysmith geschriebenen Buchvorlage fokussiert sich der Film dabei auf mehrere relevante Figuren und stellt die Ermittlungsarbeit nicht nur aus Sicht des Karikaturisten dar. Die unermüdliche Verfolgung eines Rätsels ohne Antworten und deren Auswirkungen würden so einen Großteil der Dramatik und des Mysteriums ausmachen. Zodiac selbst, seine potentielle Motivation und seine Psychologie sind hingegen der abwesende Kern des Films und blieben ein Phantasma, das immer ein wenig außer Reichweite sei, um das aber trotzdem alle Figuren kreisen würden. Fincher nutzt die Suche nach Zodiac dabei auch, um die späten 1960er Jahre zu erforschen, in denen sich die postmoderne Welt geformt habe.
Als langes, prozedurales Krimidrama stellt Zodiac einen ungewöhnlichen Eintrag in der Filmografie von Fincher dar, der diesmal auf ein erzählerisches Feuerwerk wie in Fight Club oder Gone Girl verzichtet. Stattdessen wird die Geschichte melancholisch und nüchtern erzählt, wobei Fincher sowohl die entmutigende als auch zuverlässige Natur des Ermittlungsverfahrens zeigt. Die gleichzeitig weitläufige und straffe Erzählung ist sowohl undurchsichtig als auch akribisch detailliert; innerhalb der komplizierten Struktur des Films gibt es zahlreiche Zeit- und Ortswechsel. Durch diese episodenhafte, intermittierende Form und die Nutzung von Untertiteln sowie Zeitraffern werde das Publikum nicht nur an die zeitliche Dauer der Ermittlungen erinnert, sondern verstehe auch die gewaltige Reise, die alle Charaktere durchlaufen würden. Zwischen vereinzelten Schrecksequenzen mit Zodiac gibt es so vor allem langsame, aber faszinierende und manchmal mit Humor aufgelockerte Dialog- und Ermittlungsszenen. In jedem Moment werden dabei ein Haufen an Informationen auf den Zuschauer geworfen, ohne irgendwelche Redundanzen zu erzeugen, auch wenn praktisch jeder Aspekt, der nicht den Täter betrifft, dem Publikum vorenthalten wird. So halte Zodiac den Zuschauer auf Distanz, gebe ihm keine weiteren Hinweise, mache ihn nicht schlauer als die Protagonisten und installiere das Publikum so als eigenständige Ermittler ohne subjektive Aspekte. Diese erzählerische Unbestimmtheit lasse den Film Szene für Szene wie die Zusammenstellung einer Fallakte wirken, ohne dabei den Eindruck zu erwecken, eine bereits vorgefasste Geschichte zu präsentieren.
Während Robert Graysmith in der Buchvorlage nicht im Vordergrund steht, rückt ihn der zunächst als Ensemblefilm beginnende Zodiac in der zweiten Filmhälfte zunehmend in den Mittelpunkt. Der Karikaturist wurde zuvor für einen Großteil der Laufzeit praktisch an den Rand der Erzählung gedrängt und verfolgte das Geschehen nur interessiert aus der Distanz, verkörpert nun aber stellvertretend die Verschiebung einer einst offiziellen Ermittlung hin zu einer privaten Obsession. Der ruhige und höfliche Graysmith beginne dabei zunächst als fast naiver Kontrapunkt zum urbanen Zynismus von Paul Avery und etabliere sich so schnell als Stellvertreter des Publikums, wobei sein Außenseiterstatus ein wichtiges Element der Beziehung zwischen seiner Figur und dem Zuschauer sei. Auch der Hauptverdächtige Arthur Leigh Allen wird erst vergleichsweise spät innerhalb der Erzählung eingeführt und diene im Film als eine Art Belohnung für den Zuschauer, auch wenn seine Schuld letztendlich nicht final bewiesen wird. Diese Ablehnung eines narrativen Abschlusses ohne typischen erzählerischen Höhepunkt enttäusche zunächst, spiegele aber nur die eigene Enttäuschung des Zuschauers über seine Unfähigkeit wider, die Welt vollends zu verstehen. Bis zum Schluss hält der Film die Erwartung aufrecht, Zodiac könnte womöglich doch noch geschnappt werden, doch im Unterschied zu anderen Serienkillerfilmen würden sich keine geheimen Muster bei den scheinbar zufälligen und motivlosen Verbrechen offenbaren, die zur Lösung des Falls beitragen könnten. Auch sonst gibt es keine Verfolgungsjagden oder Schießereien, nichts, was dem Publikum in irgendeiner Form einen Abschluss oder Befriedigung verschaffen würde, sodass der Sinn von Zodiac nicht in einem Ergebnis, sondern in der Art und Weise des Prozesses selbst liege.

### Visueller Stil, Kameraarbeit und Koloration
Wie in seinen Vorgängerwerken setzt Regisseur David Fincher auch in Zodiac auf die für ihn bekannte dunkle Bildgestaltung und eine akribische Liebe zum Detail. Sein visueller Stil reicht dabei von Realismus über Hyperrealismus bis hin zum Expressionismus, wobei die Form des Films durch Finchers kontrollierte, stilisierte Regie poetisch auf den Inhalt treffe. Indem er jedes Bild akribisch mit visuellen und narrativen Informationen füllt, verkörpere Zodiac so optisch den obsessiven Grundgedanken des Themas selbst. Die visuelle Textur ist dabei stark von radikal abweichenden Standfotografien der US-amerikanischen Fotografen William Eggleston und Stephen Shore beeinflusst. Durch die Verwendung einer Digitalkamera mit toten Pixeln und Bildrauschen bei schlechten Lichtverhältnissen wird eine 35-mm-Optik nachgeahmt, die das Erscheinungsbild der 1970er Jahre wiedergibt und die Handlung fest in der Vergangenheit verortet. Jene Zeitepoche hat dabei selten so alt ausgesehen; die Musik von damals ist sehr präsent, die Mode hingegen auffallend abwesend. Auch digitale Montagen und eine „bei zunehmender Bildtiefe kaum nachlassende Bildschärfe [erzielen] einen subtileren Irritationseffekt“, der eine zeitentrückte und nicht genau datierbare Realität vermittelt.
Sam Dickson, ein Forscher für Filmtheorie an der Universität Sydney, führt in seinem Abstract für die Filmzeitschrift Senses of Cinema den in Zodiac herrschenden Dualismus zwischen analogen und digitalen Elementen aus. So versucht Fincher im Film mit einer Digitalkamera, die naturalistischen Bildtöne und den Kontrastumfang von New Hollywood aus den 1960er und 1970er Jahren nachzuahmen. Durch diese Rekonstruktion analoger Filmbilder mit digitalen Mitteln spiegele Zodiac die Angst jener Zeit vor dem Ende des Kinos als Fotokunst wider. Der Film sei das Produkt einer kurzen Übergangszeit, in der jegliche digitale Ästhetik aus den visuellen Strukturen der Werke gelöscht und so die eigene Immaterialität verborgen wurde. In Zodiac sei diese Rekonstruktion aber mehr als reiner Retro-Fetischismus, sondern auch ein entscheidender formaler Faktor für die Erzählung. Dabei vertrete der Film eine ambivalente Haltung in Bezug auf den historischen Wandel, sei misstrauisch gegenüber der obsessiven Suche nach der Wahrheit und mache ehrfürchtige Hommagen an das Zelluloidkino. Dass allerdings nur die Klimaxe der Morde tatsächlich fotografische Bilder seien, verleihe Zodiac zusätzlich eine allegorische Bedeutung; die Lösung des Falls werde zur formalen Versöhnung von analogen und digitalen Elementen. Mit seiner digitalen naturalistischen Ästhetik schaffe der Film so eine imaginäre Annäherung an eine abwesende Realität.

Das Zodiac-Symbol

Bereits über den ersten Bildern „liegt eine ferne Beunruhigung“, ein „Flair des Unheimlichen“, was Fincher-typisch den Ton des restlichen Films vorgibt. Vereinzelt gruselige Mordszenen werden allerdings stets durch stumpfe Verfahrensarbeit kontrapunktiert, in denen Fincher wie in Sieben seine Vorliebe für Chiffren und grafische Darstellung zur Betonung der Ikonografie auslebt. So sind die Ermittlungen sehr visuell geprägt, es gibt ein Übergewicht an Diagrammen, Karten, Dateien und Berichten, die kriminelle Symbolik des Täters wird thematisiert und die Beweissuche auf seine Handschrift ausgerichtet. In seiner Inszenierung ist Zodiac dabei kontrolliert und streng in seiner Bildkomposition; Fincher setzt auf eine absichtliche Distanzierung zum Geschehen. Im Vergleich zu seinen früheren Werken ist Zodiac aber visuell bemerkenswert zurückhaltend und weniger ausdrucksstark, auf eine grelle Gotik wie in Sieben wird verzichtet. Stattdessen bleibt die Kameraarbeit von Harris Savides einfach, unauffällig und statisch, wobei lange Szenen mit wenig Schnitten meistens nur aus zwei Einstellungen bestehen. Diese nüchterne und gedämpfte Kameraarbeit brilliere, weil sie undefinierbare Paranoia sowie Misstrauen verkörpere und „erst den ganzen Schrecken erzeugt“; der gelegentliche Einsatz von Kamerafahrten und Luftaufnahmen von San Francisco trägt zu diesem Gefühl einer lauernden Präsenz weiter bei. Die zumeist objektive Kamera wird nur in wenigen Szenen subjektiv und ähnle so in einer Konfrontation mit dem Tatverdächtigen Bob Vaughn durch Nahaufnahmen des Gesichts von Robert Graysmith der Kameraführung eines Horrorfilms. Beim Verhör von Arthur Leigh Allen werden analog durch POV-Shots die individuellen Standpunkte der Ermittler präsentiert und so der Erkenntnisprozess des Publikums nachgeahmt.
Ein Großteil der Gewalt spielt sich wie oft bei Fincher außerhalb des Bildschirms ab. Zodiac selbst bleibt eine schattenhafte, nicht erkennbare Figur, deren Gewalttaten „klinisch und vergleichsweise schreckfrei gefilmt“ werden. Im Unterschied zu Sieben, wo grotesk verstümmelte Opfer nichts anderes als liebevoll gestaltete Requisiten gewesen wären, seien die Morde in Zodiac jedoch keine Belohnung für das Publikum. Der Zuschauer nimmt nie die Perspektive der Täter oder Opfer ein, sondern verfolgt das Geschehen als Voyeur und erhält nur so viele Informationen, wie später auch den Ermittlern vorliegen würden. Beim Mord an Darlene Ferrin und Mike Mageau werden die Opfer durch seltsame Bildverzerrungen und schattenbedeckte Gesichter objektifiziert, wodurch ihnen keine übertriebene Sentimentalität entgegengebracht wird und Fincher stattdessen die absurde Normalität der Tat darstellt. Die Inszenierung samt unterstreichenden Zeitlupen folgt so bekannten Konventionen filmischer Gewalt, während sich der darauffolgende Mord an Cecilia Shepard und Bryan Hartnell im Gegensatz dazu einer gänzlich naturalistischen Ästhetik und Logik verschrieben hat. Hier gibt es keine Hervorhebung des gewalttätigen Moments, keine musikalische Untermalung oder Zeitlupen. Stattdessen ist die helle, lichtdurchflutete Beleuchtung ein bemerkenswerter Kontrast zum ersten Mord und Zodiac selbst.
Auch in Zodiac setzt Fincher auf das für ihn typische Color Grading. So wird die Welt in dunklen Brauntönen dargestellt; dazwischen herrscht ein tristes Grau in den Fluren beim San Francisco Chronicle oder auf Polizeirevieren. Durch unterbelichtete oder farblich abgestimmte Aufnahmen reproduziert Savides die körnige, verwaschene Farbpalette der 1970er Jahre und lässt das Bild wie auf alten Schnappschüssen leicht ausgeblichen wirken. Bis auf einige Spritzer Senfgelb und Türkis, die „dezent zeitgenössische Geschmacksvorlieben suggerieren“, sind dem Bild fast alle hellen Farben entzogen worden. Gelb kommt dabei noch eine weitere Bedeutung zu, denn Fincher nutzt die Farbe in seiner Erzählung implizit zur Darstellung von Zodiac und den möglichen Verdächtigen. Der mit Tod und Toxizität assoziierte Farbton sei so ein wiederkehrendes Motiv der gezeigten Morde und wird unter anderem an der Kleidung von Mike Mageau, in der Umgebung des Lake Berryessa oder beim Taxi von Paul Stine verwendet. Auch in den Büroräumen des Chronicles und an der Kleidung der derzeitigen Ermittler und Journalisten ist die Farbe Gelb sehr präsent, was die allgegenwärtige Anwesenheit des Serienmörders in den Köpfen der Menschen verdeutliche. Im Verlauf der Handlung werde die Farbe weniger zum Symbol für Zodiac selbst, sondern mehr für die Obsession dahinter. Die Büroräume des Chronicles sind so nunmehr vorwiegend blau, weil der Zodiac-Fall für die Zeitung kaum noch eine Bedeutung hat, während einzig Robert Graysmith noch gelbe Kleidung trägt. In der finalen Szene im Jahr 1991 ist schließlich nur noch Graysmiths Buch über Zodiac in Gelb eingefärbt.

### Darstellung der historischen Ereignisse
Dem Film wird im Allgemeinen attestiert, sehr realitätsnah in Bezug auf die Morde und die dadurch ausgelöste gesellschaftliche Reaktion zu sein. Mehrmals wurde Zodiac dabei eher mit Dokumentationen oder einer verfilmten Fallakte als mit fiktionalen Werken in Verbindung gebracht. Regisseur David Fincher betreibt keinen Sensationsjournalismus und fiktionalisiert oder glamourisiert historische Ereignisse kaum, sondern stellt die Polizeiarbeit durch den Verzicht auf Verfolgungsjagden sowie Schießereien authentisch und ohne Effekthascherei dar. Dennoch macht er einige Kompromisse bei der Genauigkeit zugunsten einer die Erzählung vorantreibenden Dramaturgie und erfindet so beispielsweise die Beziehung zwischen Paul Avery und Robert Graysmith, um das „aufrichtig-obsessive Interesse“ des Karikaturisten an Zodiac mit der „journalistischen Abgeklärtheit“ von Avery zu kontrastieren.

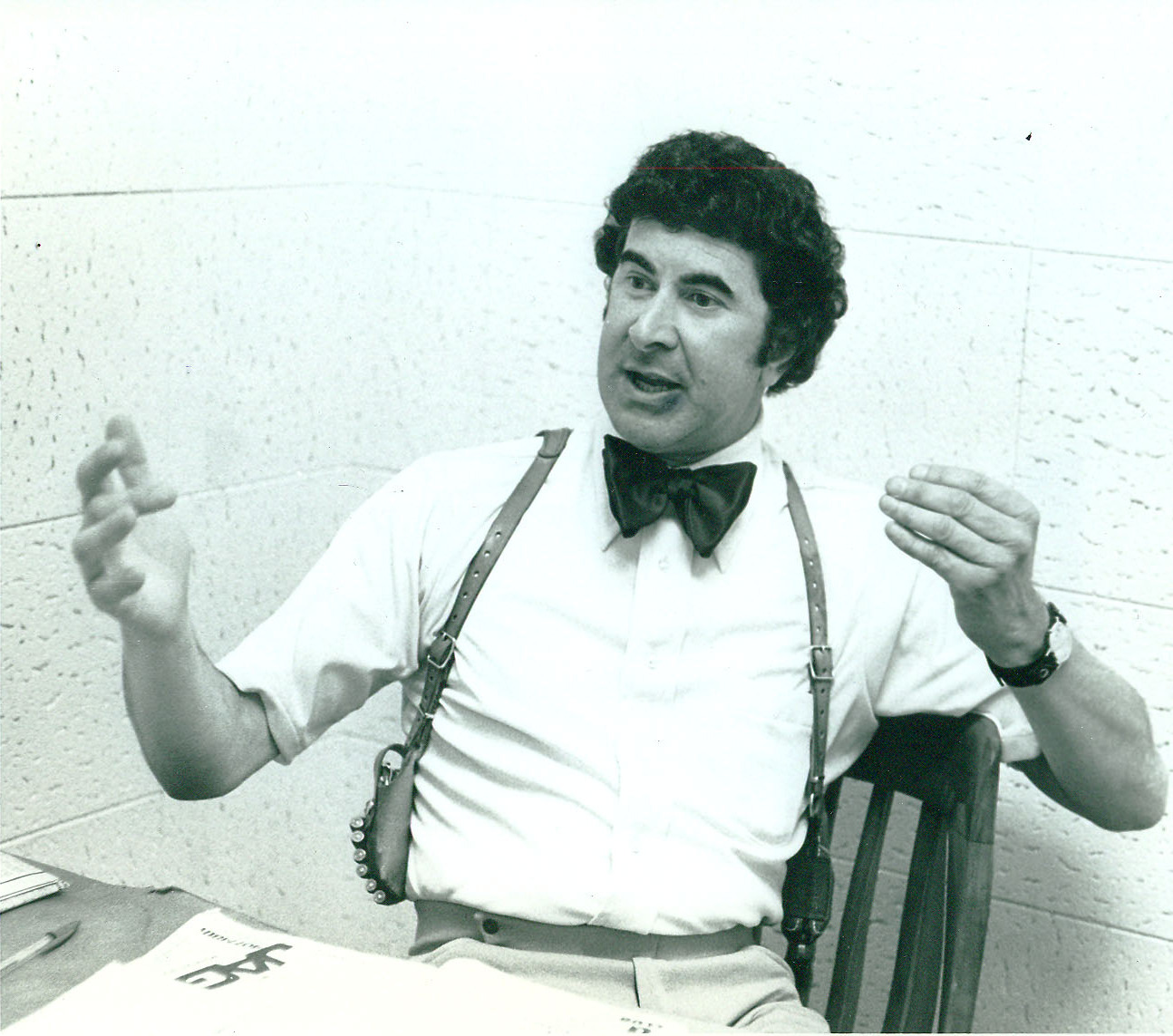
Inspector Dave Toschi (1976)

Als größte Ungenauigkeit des Films wurde vielerorts das Beharren auf Arthur Leigh Allen als mutmaßlicher Täter ausgemacht, während andere Verdächtige fast komplett ausgelassen wurden. Auch wenn Allen vom echten Ermittler Dave Toschi für Zodiac gehalten wurde und auch in Robert Graymiths Buchvorlage als Täter herausgearbeitet wird, gibt der Film offen zu, dass es sich bei allen Anschuldigungen nur um Indizien und nicht um stichhaltige Beweise handelt. Dennoch bekannte sich Fincher dazu, bewusst die Position aus Graysmiths Büchern übernommen und Allen als den wahrscheinlichsten Täter präsentiert zu haben. Obwohl sich der Regisseur der Skepsis gegenüber der Buchvorlage bewusst war, präsentiere er Graysmiths Theorien dabei stillschweigend als endgültige Antworten. Dadurch verschwimmt die Grenze zwischen Genauigkeit und Subjektivität im gesamten Film, der so zu einer Mischung aus verschiedenen Versionen, Wahrheiten und Fiktionen der Geschichte wird. Auch wenn Zodiac dem Publikum letztendlich die absolute Gewissheit verweigert und weiterhin Raum für Interpretationen lässt, dient Allen für Graysmith im Film als persönlicher Heureka-Moment. Zodiac schließe so mit einer imaginären Zertifizierung – der filmischen Manifestation von Allens Schuld und seiner Verurteilung durch die öffentliche Meinung – anstatt mit echten forensischen Beweisen ab.
Im Zusammenhang mit Arthur Leigh Allen wurde vom Zodiac-Experten Michael Butterfield, der für den Film als Berater tätig war, herausgearbeitet, dass Zodiac viele Behauptungen als Fakt akzeptiert und Übertreibungen, Mythen und Unwahrheiten ins Drehbuch übernommen hat. So wird die Zeugenaussage von Mike Mageau am Filmende als wichtiger Teil der Ermittlung gegen Allen dargestellt, während ihr in Realität aufgrund der vergangenen Zeitspanne und den Lichtverhältnissen am Tatort von der Polizei nur wenig Bedeutung beigemessen wurde. Auch eine Verbindung zwischen Allen und dem Mordopfer Darlene Ferrin sei wenn überhaupt stark dramatisiert, die Zeugenaussage von Donald Cheney wäre in Wahrheit widersprüchlich sowie aufgrund seiner Vergangenheit mit Allen zweifelhaft und ein Zusammenhang zwischen Allen und dem Zodiac-Symbol konnte erst nach Veröffentlichung der Zodiac-Briefe nachgewiesen werden. Der im Film als überführender Beweis präsentierte Anruf bei Melvin Belli vor Weihnachten 1969, in dem Zodiac davon sprach, dass es sein Geburtstag sei, erfolgte tatsächlich erst im Januar 1970 und wurde laut Polizeiangaben von einer psychisch erkrankten Person getätigt.

### Themen und Motive

#### Besessenheit
Zodiac wird zugeschrieben, im Kern eine tiefgreifende Studie über Obsession zu sein, die den Verlauf, die verschiedenen Formen und die möglichen Folgen der Besessenheit aufzeigt. Im Zentrum der Geschichte steht dabei weniger die Frage nach der Identität des Serienkillers selbst, sondern vielmehr die Dokumentation der fortschreitenden Obsession der beteiligten Ermittler – insbesondere jener von Robert Graysmith. Ebenso wie das Publikum haben die Figuren den modernistischen Glauben, dass stets eine Wahrheit existiere, für deren Offenlegung sie sich nur noch stärker auf das Thema fixieren müssten. Die Aufgabe dieser Besessenheit würde die Akzeptanz der Sinnlosigkeit der Welt bedeuten, sodass die ungelöste Ermittlung als paranoide Bedeutungskonstruktion allegorisiert und die Obsession als einzige Verteidigung gegen eine Realität jenseits des vollständigen Verständnisses dargestellt wird. Zodiac zeigt dabei die Sinnlosigkeit und Verzweiflung der Besessenheit auf, aber auch, wie das Streben dem Leben einen Sinn auf Kosten der eigenen geistigen Gesundheit geben kann. Der emotionale Lohn sei dabei einzig die Obsession selbst, die bestimmte Bedürfnisse erfüllt, und nicht das eigentlich angestrebte Ziel.
Für den Filmwissenschaftler Mike Miley gehören Künstler, Polizisten und Serienmörder zu den besessensten Figuren des Kinos und alle drei Arten sind in Form von Robert Graysmith, Dave Toschi und Zodiac im Film vertreten. Diese Charaktere würden sich immer wieder bemühen, zu einem Punkt der Vollendung zu gelangen, doch keiner erreicht letztendlich Zufriedenheit. Zwischen den Ermittlern und Zodiac besteht dabei eine beunruhigende Abhängigkeit, da sich die Polizisten über ihre Arbeit definieren würden und für diese auf die Morde angewiesen sind. Für Toschi führt die Untätigkeit des Killers so etwa zu Frustration, da die Untersuchung in gewisser Weise als Befreiungsphantasie aus den Lebens- und Arbeitsbedingungen gesehen werden kann. Zodiac inszeniert die Ermittler dadurch nicht als Helden, da sie Familie und Beruf für die fanatische Suche opfern, sondern zeigt die einsame Natur der Besessenheit und den entstandenen Nihilismus gegenüber allem anderen. Graysmith wird so etwa von seiner Frau verlassen, Toschis Frau kann die zunehmende Inanspruchnahme ihres Mannes durch den Fall nicht länger ertragen und Paul Avery verfällt schließlich dem Drogenmissbrauch. Averys Absturz ist gleichzeitig auch ein zynischer Kontrast zum eher optimistischen Aufstieg Graysmiths, für den der Zodiac-Fall zum Höhepunkt seiner Karriere wird. Damit bedient Fincher ein wiederkehrendes Motiv in seinen Filmen, nach dem nur eine dünne Linie einen FBI-Agenten von einem Serienkiller trenne. Seine Moralgeschichte fokussiert sich auf geerdete Protagonisten und inszeniere sie als bedrohliche, potenziell gefährliche Gegenstücke zum Serienkiller.
Am stärksten zeigen sich die Auswirkungen einer Besessenheit beim Karikaturisten Robert Graysmith, der im Laufe des Films in immer dunklere und bedrohlichere Bereiche geführt wird. Sein sehnlichster Wunsch ist es dabei, ein Teil der Ermittlung zu sein, was ihn von anderen Figuren wie Toschi oder Bill Armstrong abhebt, die rein aus einer beruflichen Pflicht heraus agieren würden. Graysmiths Obsession in Bezug auf die Identität von Zodiac wird mit dem Satz „Ich muss es wissen“ klar zum Ausdruck gebracht; sein äußerst bewundernswerter und hartnäckiger Wille, das Mysterium nicht fortbestehen lassen zu können, mache ihn sogar zu einem sympathischen Protagonisten. Um seinen eigenen Selbstwert zu etablieren, nimmt Graysmith jedoch in Kauf, dass er selbst oder seine Familie ins Fadenkreuz des Serienkillers geraten. Wichtige Lebenspunkte wie Hochzeiten oder Geburten würden dabei ausgelassen und so ihre Bedeutungslosigkeit verdeutlicht; Graysmiths Familie wird nur im Zusammenhang mit Zodiac gezeigt, wenn etwa seine Kinder bei der Recherchearbeit mithelfen müssten. Immer wieder stellt der Film dabei den zermürbenden, strapazierenden Prozess der Besessenheit und den daraus resultierenden unruhigen Geisteszustand Graysmiths dar. Nicht zuletzt ist auch seine Wohnung ein Sinnbild der Obsession, wenn die Überreste seiner Nachforschungen wie Gedanken auf dem Boden verstreut liegen. Zeit spielt für ihn dabei keine Rolle und die Tatsache, dass Graysmith auch noch 40 Jahre nach den Morden über Zodiac spricht und schreibt, lässt auf die Fortsetzung seiner lebenslangen Besessenheit schließen.
Mike Miley führt in einem Essay für das Bright Lights Film Journal aus, wie die in Zodiac gezeigte Besessenheit mit dem Fall der Arbeit eines Künstlers gleiche. So geht es im Film weniger um die obsessive Suche nach einem Serienmörder, sondern um den obsessiven Versuch, künstlerische Werke erschaffen und so die Realität verständlich machen zu wollen. Zodiac konzentriert sich dabei auf verschiedene Künstler, die sich mit ihrem Handwerk auseinandersetzen müssten und denen jeweils ein anderes Schicksal widerfährt: Toschi wird aus den Ermittlungen ausgeschlossen, Avery sowie Armstrong würden ausbrennen und Zodiac abtauchen; einzig Graysmith entwickelt seine Kunst weiter, bis er selbst ein versierter Handwerker ist. Seine Suche nach Zodiac spiegele den Drang eines Künstlers wider, ungeachtet aller Hindernisse der realen Welt sein Meisterwerk zu erschaffen. Graysmith gehe es dabei vor allem um den zentralen Konflikt, dass seine Arbeit ernst genommen werde und Bestätigung erhalte, was er erst am Ende des Films erreiche. Währenddessen zeigt Zodiac fast klischeehaft den für Künstler typischen familiären Stress, die Weigerung aufzuhören und die zunehmende Entfremdung, wenn Jahre mit einem Projekt verschwendet werden würden, bis nur noch die Arbeit übrig ist. Auch Zodiac selbst gleicht für den Filmkritiker Peter Bradshaw einem einst gepriesenen, nun aber missverstandenen Künstler und die Ermittler seinen Kritikern, die sein Genie nicht gewürdigt hätten.
Die Obsession von Graysmith mit dem Zodiac-Fall wurde vielerorts mit der Besessenheit von David Fincher verglichen, den perfekten, historisch authentischen Film über den Serienkiller umsetzen zu wollen. Zodiac kann in dieser Hinsicht als „private Vergangenheitsbewältigung“ und autobiografischer Film gesehen werden, als ein Blick in Finchers Seele, bei dem er dem Publikum gesteht, was ihn antreibt und wie er denkt. Finchers pedantischer Filmstil passe dabei perfekt zur Darstellung eines unschuldigen Voyeurs, der tief ins Labyrinth des Unbekannten stürze. Gleichzeitig muss er einen souveränen und gefassten Blick auf den Film als Ganzes bewahren und sei so in einem Zwiespalt aus völliger Objektivität und völliger Besessenheit gefangen.

#### Männlichkeit und Heldentum
Als Krimi-Thriller bewegt sich Zodiac für die Filmwissenschaftlerin Theresa Rodewald in Genre-Konventionen, in denen Männlichkeit im Vordergrund steht und die oftmals eine Gegenüberstellung von guter und schlechter Maskulinität in Form von Polizei und Bösewicht erlauben. Zodiac widersetze sich jedoch einfachen Klassifizierungen und untergrabe genretypische Darstellungen von Männlichkeit und Erfolg. Im Unterschied zu anderen Detektivfilmen gibt es so keinen machtvollen Geschäftsmann als Gegenspieler und auch keine verführerische und tragische Femme fatale als Love Interest. Stattdessen setzt der Kriminalfilm mit Robert Graysmith auf einen eher ungewöhnlichen Protagonisten, da seine Motivation einzig daraus besteht, dazugehören und anerkannt werden zu wollen. Dadurch sei er ein scharfer Kontrast zu knallharten und hartgesottenen Privatdetektiven, bei denen jeder Fall in erster Linie ein Test für die eigene Männlichkeit wäre. Wo ihre Maskulinität oftmals auf Kosten von weiblichen oder homosexuellen Figuren bekräftigt und verteidigt werde, ist Graysmith im Gegensatz dazu ein geschiedener Familienvater und so unschuldig naiv, dass ihn nur wenige Leute ernst nehmen würden.
Graysmith nimmt in Zodiac die Position eines Außenseiters ein; er erscheint in seiner Andersartigkeit unsichtbar und isoliert. Der Karikaturist vermeidet so Augenkontakt mit anderen Mitarbeitern des San Francisco Chronicles und ist zunächst kein Teil des inneren Kreises, sondern nur ein tolerierter Zuschauer. Zu seinen Vorbildern Dave Toschi und Paul Avery blickt er auf und sucht nach ihrer Anerkennung und Gemeinschaft, wird von den sozial integrierten Männern aber erst wahrgenommen, als er selbst mit Insider-Wissen und korrekten Vorhersagen glänzt. Auch das Motiv des Scheiterns wird von Fincher dazu genutzt, veraltete Formen der Männlichkeit zu kritisieren, anstatt Merkmale hegemonialer Maskulinität zu bekräftigen. Misserfolg wird dabei in Filmen oftmals mit gebrochener Männlichkeit in Verbindung gebracht; in Krimis ist ein Detektiv, der den Fall nicht lösen kann, kein echter Held. In Zodiac stehen die Ermittler so am Ende mit leeren Händen da, wodurch Fincher auch den scheinbar natürlichen Zusammenhang zwischen Anstrengung und Leistung untergrabe. Dennoch vertrete der Film auch die Auffassung, dass nicht unbedingt nur der Mangel an Männlichkeit und Heldentum zum Scheitern geführt habe, sondern auch ein existenzielles Problem vorliege, nach dem nicht alle Verbrechen aufgeklärt werden können.
Wo andere Kriminalfilme wie Chinatown oder Sieben Männlichkeit durch das Scheitern des harten Ermittlers ablehnen, ist in Zodiac nicht der Protagonist Robert Graysmith selbst, sondern sein Gegenspieler der harte Kerl. Zodiac ist angstauslösend, brutal und gewalttätig, seine Aggression richtet sich vornehmlich gegen Frauen und er ist nicht in der Lage, andere Gefühle außer Wut auszudrücken. Sein Wunsch, anerkannt zu werden, mündet in Dominanz und einem Machtverlangen gegenüber anderen Menschen, wodurch Zodiac und Graysmith wie zwei Seiten derselben Medaille wären. Beide würden zwei gegensätzliche Arten von Männlichkeit repräsentieren – Graysmith die naive und Zodiac die zerstörerische –, wodurch der Film die klassische Trennung zwischen Gut und Böse beibehalte. Genreuntypisch werde die toxische Männlichkeit des Serienkillers dabei aber nicht als effeminiert, homosexuell oder schwach dargestellt. Einzig die Inszenierung des Verdächtigen Arthur Leigh Allen folgt bekannten Konventionen des sozial und sexuell abweichenden Täters.
Die von Zodiac ausgehende Gewalt kann für Rodewald als Gegenreaktion auf den Machtverlust dominanter Männer gelesen werden. Dieser Argumentation folgend erscheine der Serienkiller als eine verzerrte Interpretation des Cowboys, die ihn zum ultimativen Helden der amerikanischen Kultur mache. Als monströser Held verkörpere er die extremste Form des amerikanischen Ideals individueller Freiheit, was als Finchers Kritik am hemmungslosen Individualismus gesehen werden könne. Auch die Identität von Zodiac scheine im Widerspruch zu den Idealen der Gegenkultur der 1970er Jahre zu stehen: Wo der Serienkiller in Dirty Harry noch ein langhaariger Hippie gewesen ist, der die Ängste des konservativen Amerikas verkörperte, sei er bei Fincher selbst der Racheengel der rechten Moral Majority, werde mit wütender, weißer Männlichkeit in Verbindung gebracht und daher abgelehnt.

#### Medien, Selbstdarstellung und Ethos
Die Rolle der Medien, die maßgeblich zur Vermarktung von Zodiac beitragen und für den Serienkiller zu einem Sprachrohr werden, ist ein zentraler Aspekt des Films. So sei sich Zodiac seiner Abhängigkeit von öffentlichen Reaktionen bewusst und nutze Öffentlichkeitsarbeit für das eigene Streben nach Ruhm. Seine Identität ist in erster Linie ein Medienprodukt, da Zodiac in seinem Geltungsdrang die Öffentlichkeit sucht und ein Star sein will. Die Presse nutzt er dabei als Ventil, seine eigene Persönlichkeit zu erschaffen, da er wie kein zweiter begriffen habe, dass es für Ruhm weniger auf die Taten selbst, sondern vorrangig auf Publicity ankommt. Mit einer Selbstinszenierung, bei der sich der Zuschauer eher vor dem fürchtet, was Presse, Öffentlichkeit und Fincher aus dem Serienkiller gemacht hätten, bilde Zodiac so aus Angst und Faszination eine Legende. Durch seine Selbstdarstellung führt er auch das „kranke System der Medien“ vor, die nur eine Auflage, aber keine Moral kennen würden. Regisseur Fincher gibt der Presse so eine Mitschuld an den Morden und unterstelle eine Mittäterschaft, da sich sensationshungrige Zeitungen als Erfüllungsgehilfen eines nach Aufmerksamkeit gierenden Psychopathen hergegeben hätten.
Der Filmwissenschaftler Jeremy Carr gab in seiner Filmanalyse über die von Zodiac verschickten Briefe an, dass diese an zwei Zielgruppen adressiert sind: die Polizei und die Leser der Zeitungen. Laut Carr balanciert Zodiac im Film so seine persönliche Agenda, mit der Polizei zu spielen, mit seinem anderen Ziel, eine Gefolgschaft zu entwickeln. Als intimer Korrespondent tritt der Serienkiller dabei als scharfer Kritiker der Inkompetenz von Polizei und Gesellschaft auf; durch die Verhöhnung der Ermittlungsbehörden will er bei der Polizei eine persönliche Vendetta über die berufliche Pflicht hinaus in Gang setzen, die im Idealfall zu fehlerhaften, voreingenommenen Urteilen führt. Die paradoxe Performance in Zodiacs Briefen soll aber nicht nur die Polizei auf ihn einlassen, sondern auch seine eigene Marke verkaufen, wie der Sprachwissenschaftler Daniel R. Fredrick über die Filmfigur ausführt. Zodiacs Argumente sind auf Unsinn aufgebaut und würden auf verwässerten historischen und religiösen Referenzen basieren. So wünscht er sich gleichzeitig Unsichtbarkeit vor den Strafverfolgungsbehörden und Sichtbarkeit in der Öffentlichkeit; er sucht Lob für seine Intelligenz bei jenen, die er für dumm hält. Für Fredrick offenbart Zodiac in seinen Briefen dadurch eine zutiefst zerrissene Persona, die zwar einen authentischen Anspruch auf ein egozentrisches und autoritäres Selbst erhebt, manchmal aber trotzdem verletzlich, jugendlich und albern auftritt.

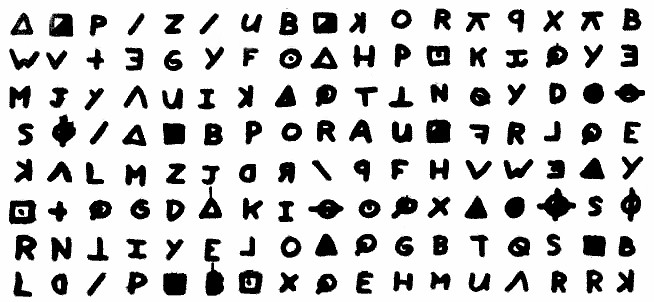
Eine Chiffre aus den Zodiac-Briefen

Wie kein anderes Stilmittel würden insbesondere die Chiffren aus Zodiacs Briefen herausstechen, so Fredrick über die vom Serienkiller im Film verschickten Nachrichten weiter. Ihnen kommt dabei vergleichsweise nur wenig Aufmerksamkeit zu, obwohl Zodiac selbst behauptet, dass seine Identität in dem Code versteckt liegt. Die einzigartigen Rätsel sind beeindruckende und faszinierende Aufhänger, deren rhetorische Kraft für Fredrick darauf beruht, das Publikum durch die Schaffung eines Spiels anzuziehen und statt Schrecken durch Unterhaltung zu verführen. Durch das Aufzwingen seiner eigenen Regeln erhält Zodiac im Film jedoch nicht nur Kontrolle über die Öffentlichkeit, sondern findet auch einen Weg, den Zeitungen eine Mitschuld zu geben, sollten sie seinen Veröffentlichungsanweisungen nicht Folge leisten. Daneben dienen die Chiffren auch zur Hervorhebung seiner Intelligenz, die Fredrick als das Hauptmerkmal des Ethos in der aristotelischen Theorie herausstellt. Die Verwendung von fremden Symbolen erweckt dabei den Eindruck von Komplexität und erscheine als das Produkt eines mathematischen Genies, ist aber nur willkürlich.
Für Fredrick baut Zodiac seinen Ethos im Film langsam auf, zunächst mündlich durch Anrufe bei der Polizei, später schriftlich durch Briefe an die Zeitungen. Die handgeschriebenen Schriftstücke sind dabei persönlicher als ein abgetipptes Dokument, sodass sich sein Ethos materialisieren könne. Durch die unsterbliche Schrift will Zodiac sein ewiges Leben in geschriebenem Text begründen – ähnliche Motive hat es bereits bei Shakespeare und Homer gegeben. In seinen Briefen vertritt er laut Fredrick die antike Ansicht über Redner, das Publikum nach seinem Willen manipulieren zu können; seine Texte hätten einen nachdenklichen und philosophischen Charakter. Zodiacs Eigenbezeichnung sei dabei nicht menschlich, sondern himmlisch – das Wort „Zodiac“ erinnere an ein Wesen, das astral, jenseitig und kosmisch sei. Während frühe Briefe diesen authentischen Ethos etablieren sollen, wirken spätere hingegen nur noch verwirrend, so Fredrick. Zodiac wende sich mit der Drohung gegen Schulkinder vermehrt dem Pathos zu, will Angst und Panik schüren und wirkt zunehmend wie ein passiver Stalker. Der Film ende schließlich mit einer Demontage des Ethos, lenke den Fokus vom geschriebenen Text weg und vermenschliche Zodiac zu einem gewöhnlichen Kriminellen. Dennoch kann das Werk laut der Filmwissenschaftlerin Sarah E. Fanning auch als Remythologisierung des Ethos verstanden werden, den es eigentlich entlarven will, indem der Film Zodiacs Wunsch nach der Erschaffung einer Legende bedient.

## Rezeption

### Kritiken
Zodiac – Die Spur des Killers konnte 90 % der 265 bei Rotten Tomatoes gelisteten Kritiker überzeugen und erhielt dabei eine durchschnittliche Bewertung von 7,7 von 10 Punkten. Der Kritikerkonsens der Seite lautet, der ruhige, von Dialogen getriebene Thriller zeige Szene für Szene herzzerreißende Ängste. Regisseur David Fincher verbringe dabei mehr Zeit damit, Nuancen seiner Figuren und die Stimmung der 1970er Jahre zu illustrieren, als sich mit den blutigen Details der porträtierten Morde zu befassen. Bei Metacritic erhielt der Film basierend auf 40 Kritiken einen Metascore von 79 von 100 möglichen Punkten.
Kritiker bezeichneten Zodiac – Spur des Killers nicht selten als Meisterwerk und hoben insbesondere das von James Vanderbilt adaptierte Drehbuch positiv hervor. Auch David Finchers detailverliebte Regie und sein inszenatorischer Stil, durch die es in der zweieinhalbstündigen Laufzeit nie langweilig werde, wurden mehrheitlich gelobt. Nur vereinzelt kamen kritischere Stimmen auf, dass es dem Film an Dramaturgie sowie Spannung fehle und sich stattdessen zu sehr auf unwichtige Handlungsstränge fokussiert werde. Die Darbietungen der drei Hauptdarsteller Jake Gyllenhaal, Mark Ruffalo und Robert Downey Jr. wurden hingegen durchweg gelobt und teilweise als die bis dato besten Schauspielleistungen ihrer Karrieren beschrieben.

#### Englischsprachige Kritiken
Manohla Dargis urteilt in ihrer Filmkritik für die New York Times, Zodiac – Die Spur des Killers fühle sich mit seinen kleinen Witzen und Hommagen an die 1970er Jahre wie der bis dato persönlichste Film von Regisseur David Fincher an. Selten habe ein Werk über den Tod so eindringlich lebendig gewirkt, was nicht zuletzt den drei zu Höchstform aufspielenden Hauptdarstellern Jake Gyllenhaal, Mark Ruffalo und Robert Downey Jr. geschuldet sei. Mit der unerwarteten Distanzierung zu seinem bisher erfolgreichsten Film Sieben stelle Fincher zudem seine Begabung als Regisseur unter Beweis, auch wenn er vereinzelt in bekannte Erzählmuster wie die Darstellung der Familie als Streitthema verfalle.
Zu den besten Filmen des Jahrzehnts wird Zodiac – Die Spur des Killers in der Nachbetrachtung auch vom IndieWire-Kritiker Vikram Murthi gezählt. Der perfekt gemachte und wunderbar gealterte Thriller überzeuge von Moment zu Moment wie nur wenige Zeitgenossen, was vor allem auf das Drehbuch von James Vanderbilt zurückzuführen sei. Auch der rhythmische Schnitt von Angus Wall trage dazu bei, große Mengen an Fakten und langen Erzählungen zu komprimieren, ohne dabei Kürzungen vornehmen zu müssen, während Regisseur David Fincher mit einer Reihe kluger Entscheidungen das Erzähltempo geschickt steuere. Ebenso lobt Murthi die inspirierten Castingentscheidungen, darunter insbesondere Jake Gyllenhaal, der in Zodiac die vielleicht beste Schauspielleistung seiner Karriere abliefere, aber auch andere Gewerke wie die brillante Kameraarbeit von Harris Savides oder die angespannte und zugleich nachdenkliche Filmmusik von David Shire. Der Film belohne so vor allem jene Zuschauer mit der nötigen Aufmerksamkeit, aber nicht unbedingt mit den Antworten, die sie suchen würden.
Als nachdenklichster, mitreißendster Film von David Fincher wird Zodiac – Die Spur des Killers von Roger Ebert in seiner Filmkritik für die Chicago Sun-Times charakterisiert. Fincher verstehe, dass True Crime nicht dasselbe wie Kriminalgeschichten sei und finde so das richtige Erzähltempo und den richtigen Stil. Die Reise durch ein Labyrinth von Fakten und Verdächtigen gestalte er beängstigend und spannend, wobei das von James Vanderbilt verfasste Drehbuch stets mit Klarheit den Weg durch die Dunkelheit finde. Alles führe letztendlich zu einem herzzerreißenden Moment, in dem sich zwei Männer nichts weiter als anschauen würden, was für Ebert ein befriedigenderes Ende als die abschließende Auflösung in Dirty Harry darstelle.
Für Peter Bradshaw vom Guardian sei es unmöglich, den überaus selbstbewussten und sehenswerten Thriller nicht zu genießen. Die epische Saga über verworrene Spuren und verlorene Hinweise werde trotz einer gigantischen Laufzeit nie langweilig, sondern sei oftmals sogar beängstigend und magenumdrehend. Das Gespür von Regisseur David Fincher für kleine Details sei dabei großartig, die historische Darstellung herausragend und einige Momente wären so skurril, dass sie nur dem realen Leben entspringen könnten. Neben weiterem Lob für die Visualität und Atmosphäre von Zodiac kritisiert Bradshaw aber die durchweg zu undurchsichtig bleibenden Figuren.
Zu einem kritischeren Urteil gelangt Mick LaSalle vom im Film porträtierten San Francisco Chronicle, der Zodiac – Die Spur des Killers zwar dafür lobt, nicht den einfachsten Weg zu gehen, aber auch feststellt, dass es dem Film an dramaturgischen Höhepunkten fehle. Als Ursache dafür macht LaSalle ein strukturelles Problem aus: Da Drehbuchautor James Vanderbilt letztendlich nicht wisse, wie der Fall aufgelöst wird, könne er auch nicht beurteilen, was zuvor wirklich von Bedeutung ist. So sei es für das Publikum frustrierend, wenn ins Leere führenden Spuren nachgegangen werde, und auch bei der Darstellung der gescheiterten Ermittlungen treffe Regisseur David Fincher nie so richtig den Kern der zugrundeliegenden Thematik. Die Geschichte bleibe so düster und unscharf, könne aber umso stärker wertgeschätzt werden, je mehr man selbst über den Zodiac-Fall wisse. So kommt der Filmkritiker zu dem Fazit, dass Zodiac als Dokumentation besser funktioniert hätte, als Filmdrama aber seltsam flach und für den Zuschauer strapazierend bleibe.
Auch Stephen Hunter von der Washington Post gelangt zu dem Schluss, dass Zodiac weitestgehend ohne echtes Drama auskomme und stattdessen auf einen Höhepunkt warte, der nie komme. Das Problem des Films liege dabei darin, dass sich weder auf den Zodiac-Mörder, die Opfer oder die Ermittlungen wirklich fokussiert werde. Stattdessen rücke Robert Graysmith ins Zentrum der Erzählung, sodass sich nicht zuletzt der Film an sich zum Lohn für seine eigentlich obsessive Besessenheit mit dem Zodiac-Fall werde. Regisseur David Fincher hätte zwar ein Gespür dafür, den Zuschauer mit einzelnen Gewaltspitzen zu erschüttern und verunsichern, doch im Großen und Ganzen werde zu vielen kalten Spuren zu viel Screentime eingeräumt.

#### Deutschsprachige Kritiken

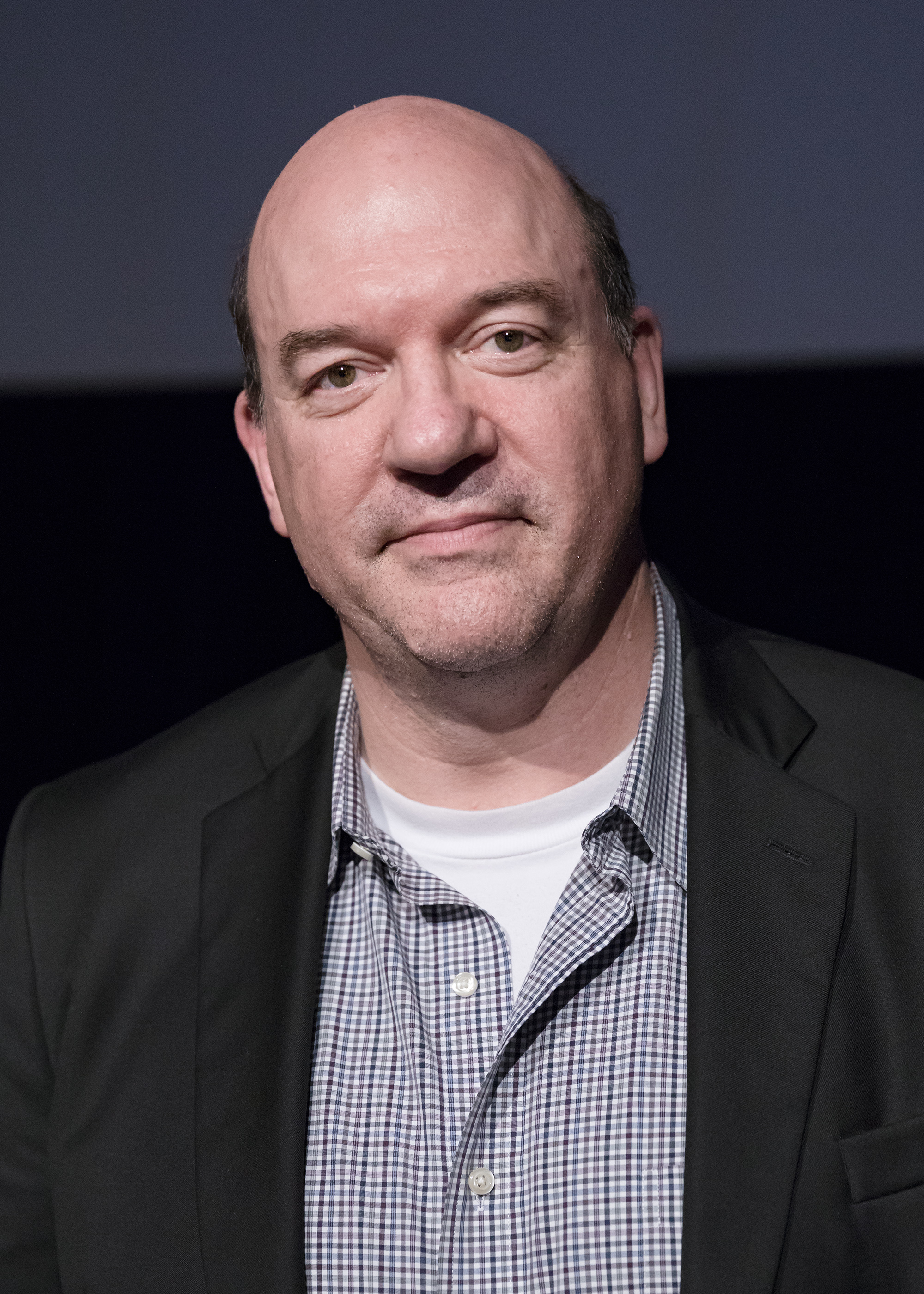
John Carroll Lynch (2017)

In der Zeit wird Zodiac – Die Spur des Killers von Georg Diez als fast essayistisch anmutende, mit dunkler Eleganz gefilmte Geschichte beschrieben. Regisseur David Fincher erzähle den Film meisterhaft mit Ruhe und Sicherheit – ganz im Gegensatz zu seinem Vorgängerwerk Panic Room – und führe seine Darsteller gut. So zeige Robert Downey Jr. einmal mehr, dass er der große vergessene Schauspieler seiner Generation sei, während Nebendarsteller John Carroll Lynch den vermutlich freundlichsten Bösewicht verkörpere, den man sich nur vorstellen könne.
In der Fernsehzeitschrift Prisma wird Zodiac als „beste Unterhaltung“ und ein „packendes Stück Zeitgeschichte“ charakterisiert. Auch Fritz Göttler von der Süddeutschen Zeitung nennt den Film ein „eiskalt kalkuliertes Meisterstück“ und einen „wahrhaft atemraubende[n] Thriller“. In dem perversen „Message-Kino par excellence“ gehe es um Botschaften und Hieroglyphen, Verschlüsselungen, Veröffentlichungen und Spuren, denen man als Zuschauer gebannt folge.
Auch die Filmzeitschrift Cinema nennt Zodiac – Die Spur des Killers einen „fesselnden Thriller“, bei dem bereits die Eröffnungssequenz den Zuschauer mit der Wucht eines Keulenschlages treffe. Der Film sei zwar keine typische Krimikost und mit einer Laufzeit von zweieinhalb Stunden recht lang, werde aber dank großartigen Akteuren wie Mark Ruffalo, Jake Gyllenhaal und Robert Downey Jr. nie langweilig. Wer so das nötige Sitzfleisch für einen Kammerspiel-Krimi mitbringe, werde mit hoher Schauspielkunst belohnt.
Für Peter Körte von der Frankfurter Allgemeinen Zeitung stelle Zodiac zwar keinen Film dar, für den man sich erwärmen oder von dem man schwärmen könne, doch insbesondere das nüchterne offene Ende sei für Hollywood-Verhältnisse ein Triumph. Regisseur David Fincher erzähle dabei in seinem bisher subtilsten Werk mit eisiger Kälte eine wahre Geschichte, mit der er nicht nur zeige, was für ein toller Stilist er sei, sondern erstmalig auch einen der Thematik angemessenen Stil finde.
Holger Röhmers vom Filmdienst attestiert Zodiac, verstörender als jeder konventionelle Serial-Killer-Film zu wirken, was nicht zuletzt auf die brillant inszenierten Mordszenen zurückzuführen sei, in denen David Fincher nicht um Virtuosität bemüht wäre. Stattdessen übe sich der Regisseur in funktioneller Zurückhaltung, stelle die weiteren Ereignisse relativ unscheinbar dar und verzichte fast vollständig auf Spannungsmomente. Das Ergebnis möge so für einige Zuschauer womöglich unbefriedigend und frustrierend sein, spiegele aber treffend die lückenhaften Resultate der damaligen Ermittlungen wider. Fincher beschwöre ebenso effektiv einen historischen Lokal- und Zeitkolorit herauf und überschreite durch ein perfektes Timing einige „Genre-Topoi“.

### Zuschauererfolg und Nachwirkungen
Zodiac – Die Spur des Killers erwirtschaftete weltweite Einnahmen in Höhe von 84,8 Millionen US-Dollar, davon allein 33,1 Millionen im nordamerikanischen Raum. In Deutschland verzeichnete der Film rund 300.000 Kinobesucher, in der Schweiz weitere 63.000. Angesichts eines Budgets von rund 65 Millionen US-Dollar und weiteren Marketingkosten galt Zodiac damit als finanzieller Misserfolg und verbuchte Verluste in zweistelliger Millionenhöhe. Regisseur David Fincher selbst führte das schlechte Abschneiden an den Kinokassen auf eine falsche Marketingkampagne sowie die zweieinhalbstündige Laufzeit zurück und schlussfolgerte rückblickend, dass die starke Fokussierung auf einzelne Figuren und der bewusste Verzicht auf eine strikte Handlung vielleicht nicht etwas für jedes Publikum gewesen sei. Zuschauer bemängelten auch das Weglassen anderer populärer Zodiac-Theorien oder sogar ganz das Fehlen einer Auflösung, was zu schlechter Mundpropaganda und einem Besucherrückgang von über 50 % am zweiten Wochenende führte.
Erst mit Beginn der Heimkinoauswertung wurde das Urteil des Publikum wohlwollender, wobei Zodiac rund 6,7 Millionen US-Dollar allein aus DVD-Verkäufen innerhalb der ersten Woche nach Veröffentlichung erwirtschaften konnte. Dem Thriller wird daher auch zugeschrieben, zur weiteren Bekanntheit des Zodiac-Killers beigetragen und das Interesse am Fall wiederbelebt zu haben. In der Nachbetrachtung zählt Zodiac zu den am meisten wertgeschätzten Filmen des frühen 21. Jahrhunderts und gilt gemeinhin als Filmklassiker, der das Kriminalgenre geprägt hat. So griff beispielsweise David Fincher selbst in seinen späteren Arbeiten wie der von ihm produzierten Krimiserie Mindhunter auf verschiedene Motive aus Zodiac zurück.

### Auszeichnungen und Bestenlisten
Zodiac – Die Spur des Killers wurde im Veröffentlichungszeitraum für über 70 Filmpreise nominiert, gewann davon aber keine relevanten Auszeichnungen. So war der Film unter anderem im Hauptwettbewerb der Internationalen Filmfestspiele von Cannes 2007 um die Goldene Palme vertreten, verlor aber gegen das rumänische Filmdrama 4 Monate, 3 Wochen und 2 Tage. Die meisten Nominierungen entfielen dabei auf die Regie von David Fincher und das Drehbuch von James Vanderbilt. In der Nachbetrachtung wurde Zodiac unter anderem von der Los Angeles Film Critics Association, IndieWire und dem Hollywood Reporter zu den besten Filmen der Dekade gezählt, ehe er 2016 in einer Umfrage der BBC zu den 100 bedeutendsten Filmen des 21. Jahrhunderts den zwölften Platz belegte. Auch auf einer vergleichbaren Liste der New York Times, die 2025 basierend auf einer Befragung von über 500 Filmschaffenden erstellt wurde, war Zodiac unter den zwanzig besten Filmen vertreten. Von der Filmbewertungsstelle Wiesbaden erhielt Zodiac das Prädikat „wertvoll“. Im Folgenden eine Auflistung der wichtigsten Filmpreise:
Bodil 2008
- Nominierung als Bester amerikanischer Film

Chicago Film Critics Association Awards 2007
- Nominierung für die Beste Regie (David Fincher)
- Nominierung für das Beste adaptierte Drehbuch (James Vanderbilt)

Detroit Film Critics Society Awards 2007
- Nominierung als Bestes Schauspielensemble

Empire Awards 2008
- Nominierung als Bester Film
- Nominierung als Bester Thriller
- Nominierung für die Beste Regie (David Fincher)

London Critics’ Circle Film Awards 2008
- Nominierung als Bester Film
- Nominierung für die Beste Regie (David Fincher)

Oklahoma Film Critics Circle Awards 2007
- Nominierung als Bester Film

Online Film Critics Society Awards 2008
- Nominierung als Bester Film
- Nominierung für die Beste Regie (David Fincher)
- Nominierung für das Beste adaptierte Drehbuch (James Vanderbilt)
- Nominierung für den Besten Schnitt (Angus Wall)

Satellite Awards 2007
- Nominierung für das Beste adaptierte Drehbuch (James Vanderbilt)
- Nominierung als Bester Nebendarsteller in einem Filmdrama (Brian Cox)
- Nominierung für die Beste Kamera (Harris Savides)

Saturn-Award-Verleihung 2008
- Nominierung als Bester Action-, Abenteuer- oder Thriller-Film

Teen Choice Awards 2007
- Nominierung als Bester Schauspieler in einem Horrorfilm oder Thriller (Jake Gyllenhaal)

Toronto Film Critics Association Awards 2007
- Nominierung als Bester Film
- Nominierung für die Beste Regie (David Fincher)

USC Libraries Scripter Awards 2007
- Nominierung als Beste Filmadaption (James Vanderbilt)

VES Awards 2008
- Nominierung für die Besten unterstützenden visuellen Effekte in einem Spielfilm
- Nominierung für die Beste erschaffene Umgebung in einem Realfilm

Writers Guild of America Awards 2008
- Nominierung für das Beste adaptierte Drehbuch (James Vanderbilt)

World Soundtrack Awards 2007
- Nominierung für die Beste Filmmusik (David Shire)